# Krokodile
Die Krokodile (Crocodylia; von altgriechisch κροκόδειλος krokódeilos „Krokodil“) sind eine Ordnung der amniotischen Landwirbeltiere. Heute werden etwa 26 Arten unterschieden, die sich auf 8 bis 9 Gattungen in den drei Familien der Echten Krokodile, der Alligatoren (inklusive Kaimane) und der Gaviale verteilen. In einem spezielleren Sinn wird der Begriff „Krokodile“ auch auf die Echten Krokodile angewendet.
Krokodile leben in Flüssen und Seen der Tropen und Subtropen, nur das Leistenkrokodil kann auch im Meer leben und kommt häufig an den Küsten Australiens und verschiedener Inseln Südostasiens vor. Ihr echsenartiges, urtümlich anmutendes Aussehen ist nur eine von vielen Anpassungen an ihre Lebensweise als im Wasser lebende Lauerjäger. Sie besitzen einen seitlich abgeflachten Schwanz, mit dessen Hilfe sie schnell schwimmen können. Außerdem haben sie hochliegende Augen und Nasenlöcher, sodass sie fast vollständig untertauchen, aber trotzdem noch atmen und aus dem Wasser schauen können.
Neben den Vögeln sind die Krokodile eines der beiden heute noch lebenden (rezenten) Taxa der Archosaurier, zu denen unter anderem auch die ausgestorbenen Pterosaurier und die Nicht-Vogel-Dinosaurier gehören (vgl. äußere Systematik). Die heutigen Krokodile weisen jedoch nur einen Bruchteil der Artenvielfalt der Vögel auf. Die relativ enge Verwandtschaft zwischen Vögeln und Krokodilen lässt sich anhand einer ganzen Reihe von Merkmalen, vor allem dem Bau des Herz-Kreislauf-Systems, nachweisen.
Aufgrund eines Rückenpanzers aus in der Haut liegenden Knochenplatten werden die Krokodile umgangssprachlich auch als Panzerechsen bezeichnet.

## Merkmale

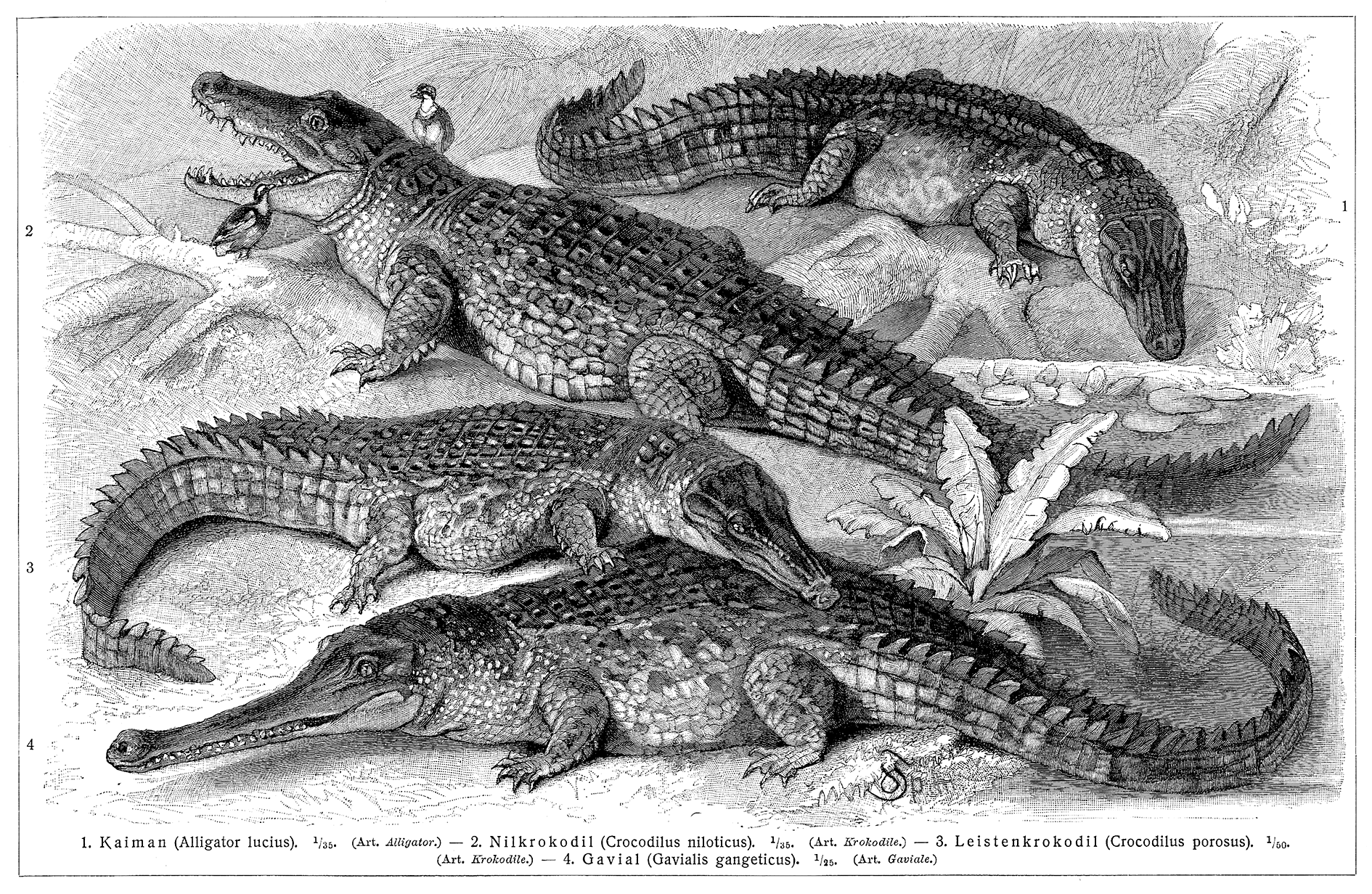
Krokodilformen (historische Darstellung aus dem Jahre 1907)

### Allgemeines
Der Körperbau der heutigen Krokodile sowie ihre Physiologie sind sehr stark durch die Lebensweise im Wasser geprägt. Zu diesen Merkmalen gehören der flache Körperbau mit der meist breiten und flachen Schnauze sowie der zu einem Ruder ausgebildete und seitlich abgeflachte Schwanz. Krokodile sind im Vergleich zu den meisten übrigen rezenten Reptilien sehr große Tiere und erreichen abhängig von der Art Körperlängen von 1,20 Meter bis 6,70 Meter. Dabei steht das Körpergewicht ungefähr mit der dritten Potenz zur Körperlänge im Verhältnis, sodass die kleinen Arten deutlich weniger als 100 Kilogramm wiegen, die großen Arten hingegen mehr als 1000 Kilogramm erreichen können. Fossile Arten erreichten sogar Körperlängen über zwölf Meter und ein entsprechend deutlich höheres Gewicht (möglicherweise mehr als 10 Tonnen). Krokodile wachsen fast ein Leben lang, die Geschwindigkeit des Wachstums nimmt jedoch mit zunehmendem Alter deutlich ab, sodass der jährliche Längenzuwachs bei älteren Krokodilen nur noch wenige Zentimeter beträgt.

### Schädel

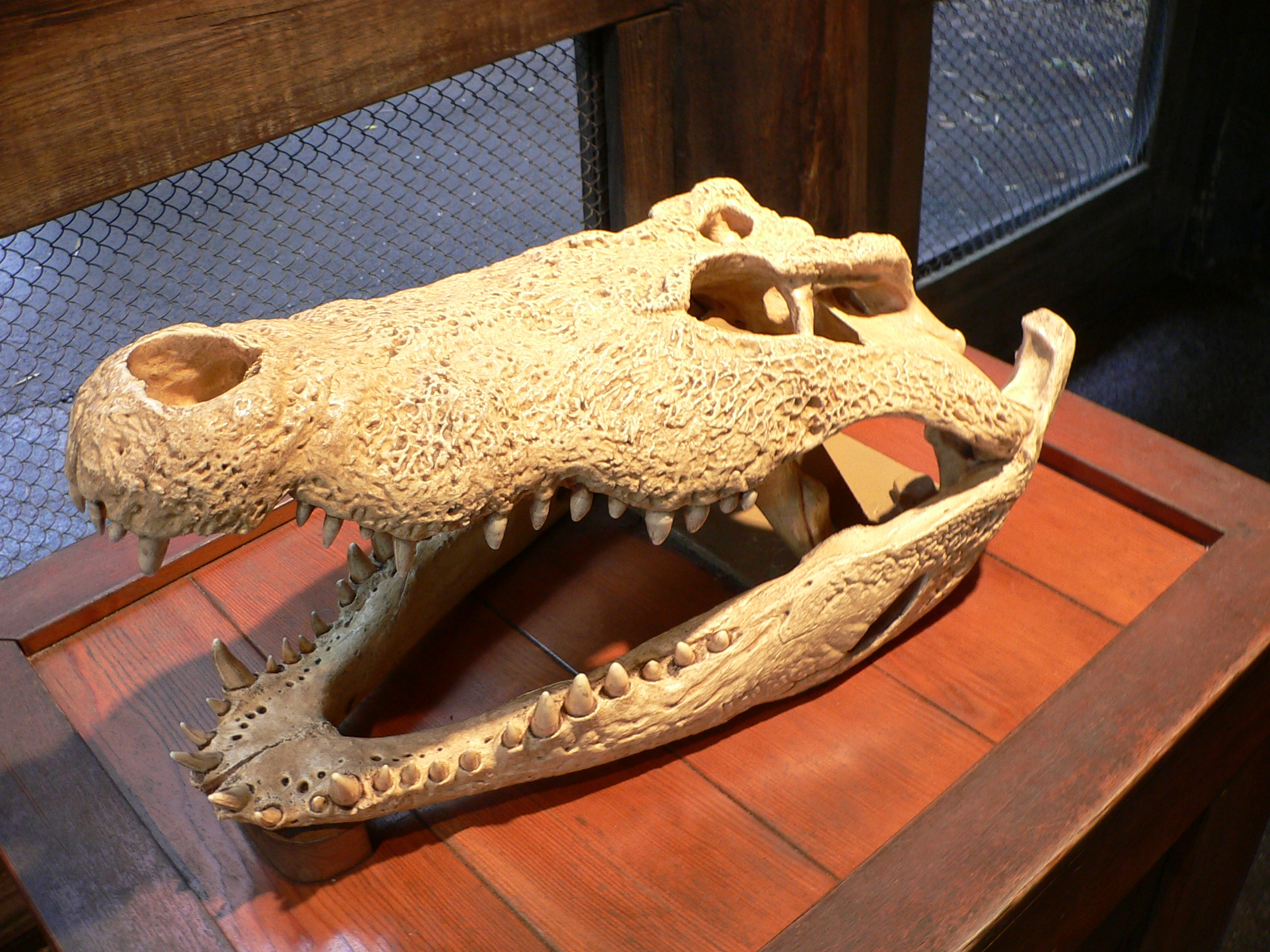
Schädel eines ausgewachsenen Vertreters einer großwüchsigen Crocodylus-Art mit deutlich erkennbarer Ornamentierung, unpaarer Nasenöffnung und ausgeprägten Retroarticularfortsätzen am Unterkiefer.

Der Schädel der Krokodile ist, verglichen mit dem vieler anderer Reptilien, relativ langgestreckt, bei einigen Formen sogar extrem verlängert. Der überwiegende Teil des Schädels (meist mehr als zwei Drittel) wird von der Schnauzenpartie eingenommen. Je nach Ernährungsweise unterscheiden sich bei den verschiedenen Arten die Schnauzen in Länge und Breite. So haben die meisten Arten eine eher unspezialisierte, relativ breite Schnauze, die ihnen die Nutzung eines breiten Nahrungsspektrums gestattet. Arten wie der Gangesgavial (Gavialis gangeticus) und der Sunda-Gavial (Tomistoma schlegelii), die auf Fischfang spezialisiert sind, haben dagegen eine sehr schmale, langgezogene Schnauze.
Die Augenhöhlen der Krokodile sind im Laufe der Evolution am Schädel nach oben gewandert und die Augen heben sich beim lebenden Tier deutlich von der Stirn ab. Die knöchernen äußeren Nasenöffnungen sind, wie bei den Säugetieren, zu einer einzigen Öffnung verschmolzen. Diese ist oval, liegt weit vorn auf der Schnauze und ist durch ein langes Kanalsystem, das durch ein sekundäres Munddach von der Mundhöhle abgetrennt ist, mit dem Rachen verbunden, sodass die Tiere auch mit gefülltem Maul oder im Wasser eingetaucht problemlos atmen können. Die vordere Partie des sekundären Munddachs wird von den Oberkieferknochen gebildet. Auch dies ist eine Parallele zur Anatomie der Säugetiere.
Wie bei den anderen Vertretern der Archosaurier und der Diapsiden generell, besitzt der Schädel beidseitig zwei Schläfenfenster. Das hintere obere Schädeldach ist bei Krokodilen, anders als bei vielen anderen Diapsiden, tischartig-flach ausgebildet und besteht aus dickwandigem Knochen. Die oberen Schläfenfenster bilden rundliche Öffnungen in diesem „Schädeltisch“ und sind nicht, wie z. B. bei Eidechsen, durch schmale Knochenstege von den unteren Schläfenfenstern getrennt, sondern deutlich von diesen abgesetzt. Das untere Schläfenfenster liegt, leicht versteckt durch den seitlich überhängenden „Schädeltisch“, hinter der Augenöffnung (Orbita) in der Schädelseitenwand. Insgesamt ist der Schädel eher kompakt gebaut. Abgesehen vom Kiefergelenk hat er keine gegeneinander beweglichen Teile (akinetischer Schädel). Auf der Oberseite der Schnauze, auf dem hinteren oberen Schädeldach und an der Außenseite des Unterkiefers ist die Knochenoberfläche wabenartig skulpturiert, was damit zusammenhängt, dass der Knochen an diesen Stellen fest mit der darüber liegenden Haut (Integument) verwachsen ist.
Der hintere Bereich der äußeren Seitenwand des Unterkiefers ist zudem durch eine auffällige ovale Öffnung gekennzeichnet, das sogenannte Mandibularfenster. Das Hinterende des Unterkiefers weist einen Auswuchs auf, den Retroarticularfortsatz, durch den der Unterkiefer insgesamt länger ist als das Oberteil des Schädels (Cranium) und deutlich über das Hinterhaupt (Occiput) hinausragt. Der Retroarticularfortsatz dient als Hebel und Ansatz für die Muskeln zum Öffnen (Absenken) des Unterkiefers.

### Gebiss

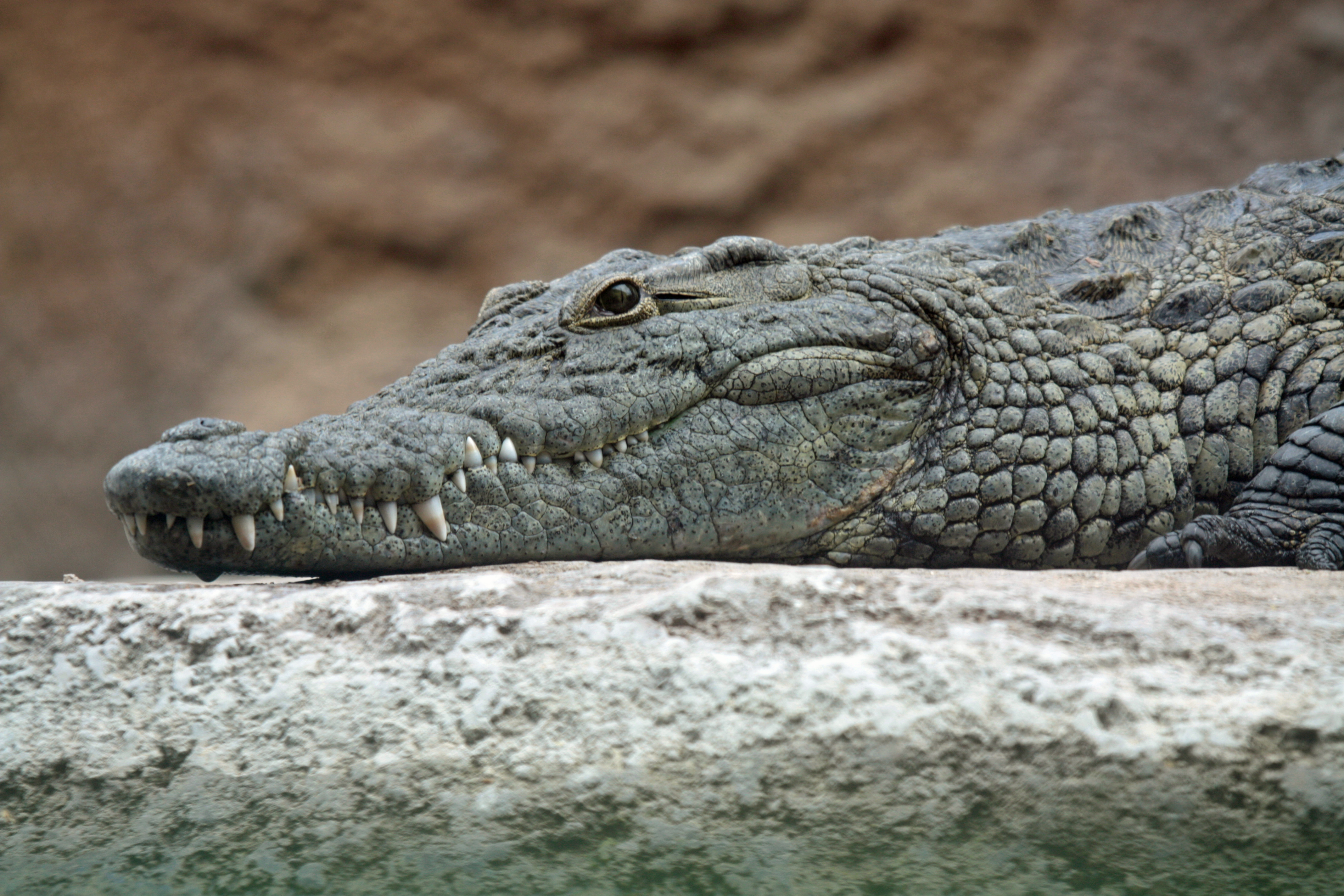
Bei den Echten Krokodilen (Crocodylidae), hier ein Nilkrokodil, liegen die großen Unterkieferzähne außerhalb (wangenseitig) der Zahnreihe des Oberkiefers. Besonders deutlich wird dies beim vierten und größten Unterkieferzahn.

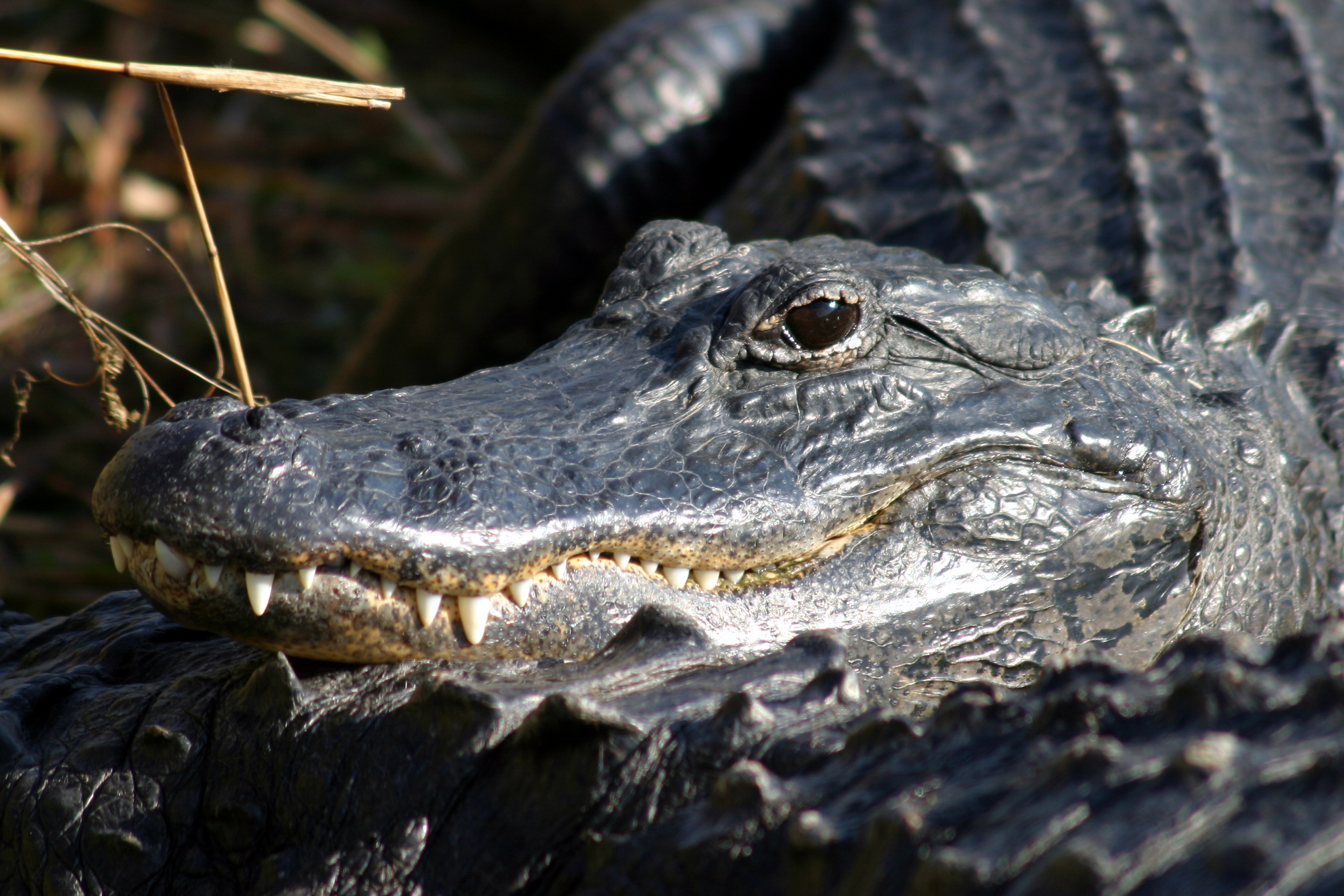
Bei den Echten Alligatoren (Alligatorinae), hier ein Mississippi-Alligator, liegen alle Unterkieferzähne innerhalb (zungenseitig) der Oberkieferzahnreihe.

Die Befestigung der kegelförmigen, einspitzigen Zähne in den Kieferknochen ist thecodont, das heißt, die Zahn„wurzeln“ sitzen, wie bei den Säugern, in Zahnfächern (Alveolen) und sind darin mittels Bindegewebe befestigt.
Bedeutende Unterschiede hinsichtlich der Organisation des Gebisses bestehen vor allem zwischen den drei Krokodilfamilien. Das Gebiss der Krokodile ist, wie für „niedere“ Tetrapoden allgemein üblich und anders als bei fast allen Säugetieren, prinzipiell homodont, das heißt, alle Zähne haben die gleiche Form. Bei Echten Krokodilen (Crocodylidae) und Alligatoren (Alligatoridae) sind die Zähne jedoch nicht alle gleich groß. Deshalb wird das Gebiss dieser beiden Gruppen als pseudoheterodont bezeichnet. Die Ränder des Oberkiefers sind wellig, sowohl in der Längsvertikalebene (Sagittalebene) als auch in der Horizontalebene (Frontalebene), was als Festonierung bezeichnet wird. Die größten Zähne sitzen jeweils auf den „Wellenbergen“, was die Pseudoheterodontie zusätzlich betont. Die Ränder der Unterkiefer sind ebenfalls festoniert. „Wellenberge“ und größte Zähne befinden sich dort, wo im Oberkiefer die „Wellentäler“ sind. Einer dieser größten Zähne ist der vierte Unterkieferzahn. Bei den Echten Alligatoren (Alligatorinae) ist die Festonierung weniger ausgeprägt als bei den Echten Krokodilen und alle Unterkieferzähne liegen bei geschlossenem Maul innerhalb (an der Zungenseite) der Oberkieferzahnreihe und sind von außen nicht zu sehen. Die Krone des vierten Unterkieferzahns liegt dann in einer Grube des Oberkieferknochens. Bei den Echten Krokodilen liegen aufgrund der horizontalen Festonierung die Zähne des Unterkiefers bei geschlossenem Maul teilweise zungenseitig und teilweise wangenseitig der Zähne des Oberkiefers und sind daher zum Teil von außen sichtbar. Der vierte Unterkieferzahn greift dabei in ein besonders tiefes, kerbenartiges „Wellental“ des Oberkiefers. Bei den Kaimanen (Caimaninae) ist die Festonierung weniger ausgeprägt als bei den Krokodilen, aber ausgeprägter als bei Echten Alligatoren. Bei den Gavialen (Gavialidae) ist die Schnauze sehr schmal, stark verlängert und bis auf den vordersten Teil nicht festoniert. Die Zähne sind relativ lang und dünn, in etwa alle gleich groß (Homodontie im eigentlichen Sinn) und wangenseitig geneigt. Dies wird als Reusengebiss bezeichnet.
Krokodilgebisse erfahren, wie die Gebisse der meisten Wirbeltiere, einen mehrfachen, regelmäßigen Zahnwechsel (Polyphyodontie), wobei sich die Ersatzzähne in den Zahnfächern der funktionellen („aktiven“) Zähne entwickeln. Bei älteren Tieren wird jeder Zahn einmal pro Jahr ersetzt, bei jüngeren Tieren öfter. Es wird geschätzt, dass im Laufe des Lebens eines vier Meter langen Individuums jeder Zahn bis zu 50-mal gewechselt wird. Mit zunehmendem Alter findet der Zahnwechsel jedoch immer seltener statt und stoppt schließlich ganz, sodass bei sehr alten Tieren die Zahnkronen bis auf den Kiefer abgenutzt sein können.

### Knochenpanzer
Den Namen Panzerechsen verdanken die Krokodile ihrem harten Schuppenpanzer, der sich über den gesamten Rumpf, den Schwanz und die Extremitäten erstreckt. Dabei besteht die oberste Hautschicht, die Hornhaut (Stratum corneum), aus einer wechselnden Anzahl von Schichten aus Kollagenfasern. Krokodilembryos weisen zwei bis drei dieser Schichten auf. Mit zunehmendem Alter lagern sich darunter weitere Schichten an, sodass bei einem ausgewachsenen Mississippi-Alligator (Alligator mississippiensis) bis zu 24 Schichten übereinander liegen können. Krokodile häuten sich nicht, neue Schichten werden durch Abrieb der äußeren Schichten kompensiert.
Die Schuppen auf dem Rücken sind besonders großflächig und kräftig entwickelt und werden deshalb auch Rückenschilde genannt. Sie sind gekielt und durch knöcherne Platten (Osteoderme) verstärkt, die ebenfalls gekielt sind. Dabei bilden, artabhängig, vier bis zehn nebeneinander liegende Platten eine Querreihe und jede Querreihe entspricht einem Wirbel der Wirbelsäule. Auch die Schilde im Nacken der Tiere, die Nuchalplatten, sind mit Osteodermen unterlegt und bilden arttypische Muster. Die Bauchschilde der meisten Arten sind ungekielt-flach und viereckig, und nur bei wenigen Arten durch Osteoderme verstärkt. Am Schwanz berühren sich die Querreihen der Rücken- und Bauchschilde und bilden somit Querringe. Die Oberseite des Schwanzes trägt einen paarigen Schuppenkamm, der zur Schwanzspitze hin in einen einzelnen Schuppenkamm übergeht. Besonders bei kleinwüchsigeren Arten, wie den Glattstirnkaimanen (Gattung Paleosuchus), dem Stumpfkrokodil (Osteolaemus tetraspis) und dem Schwarzen Kaiman (Melanosuchus niger), sind auch die Schuppen an den Extremitäten, am Hals und sogar an den Augenlidern mit Osteodermen versehen. An den Augenlidern werden diese als Palpebralia bezeichnet. Größere Arten wie das Leistenkrokodil (Crocodylus porosus) schützen sich vor allem durch ihre Größe, ihr Schuppenkleid weist deutlich weniger Osteoderme auf.

### Achsenskelett und Extremitäten

Krokodil, Vorderfuß

Die Wirbelsäule aller Krokodile besteht aus neun Hals- und 17 Rumpfwirbeln, an die sich der Schwanz mit 35 bis 37 einzelnen Wirbeln anschließt. Die Rumpfwirbel können wiederum in acht Brust-, sieben Lenden- und zwei Sakralwirbel unterteilt werden. Bei allen Wirbeln handelt es sich um sogenannte „procoele Wirbel“, also Wirbelkörper, die am Vorderende eine Aushöhlung haben, in die der nächstvordere Wirbel greift. Eine Ausnahme bilden dabei der Atlas, der Epistropheus sowie der zentrale Sakralwirbel und der erste Schwanzwirbel. Krokodile besitzen Rippen entlang der gesamten Rumpfwirbelsäule bis zu den ersten Schwanzwirbeln, außerdem findet man bei ihnen Bauchrippen (Gastralia) ohne Ansatz an der Wirbelsäule. Das Brustbein (Sternum) ist knorpelig ausgebildet.
Der Schultergürtel ist einfach aufgebaut und entspricht im Wesentlichen dem Grundbauplan der Tetrapoden. Die Schlüsselbeine (Claviculae) fehlen, wodurch eine größere Bewegungsfreiheit gegeben ist. Interessant ist das Becken, das ähnlich wie das der Säugetiere aufgebaut ist und aufgrund der Ausrichtung von Scham- und Sitzbein Hinweise auf eine ursprünglich zweibeinige Fortbewegungsweise gibt. Die Vordergliedmaßen enden in einer fünffingrigen Hand, von der nur die medialen drei Finger Krallen tragen. Zwischen den vier Zehen der Hintergliedmaßen sind Schwimmhäute ausgebildet. Der äußersten (lateralen) Zehe fehlt ebenfalls die Kralle.

### Atmung und Kreislauf
Verschiedene Organsysteme, insbesondere das Atmungs- und das Kreislaufsystem, sind in besonderer Weise an die amphibische Lebensweise angepasst. Dies betrifft unter anderem den Bau der Nase: die Nasenlöcher liegen weit vorn und erhöht auf der Schnauze, der Nasenraum ist durch das knöcherne sekundäre Munddach fast vollständig vom Mundraum isoliert, und die inneren Nasenöffnungen (Choanen) liegen weit hinten und münden in den Rachenraum ein. Durch diesen Nasenaufbau können Krokodile atmen, auch wenn sie fast vollständig untergetaucht sind, indem sie nur die Schnauzenspitze aus dem Wasser zu halten brauchen. Ein fleischiges Gaumensegel verschließt bei unter Wasser geöffnetem Maul den Rachenraum gegen den Mundraum und verhindert, dass Wasser in die Luftröhre eindringen kann. Das sekundäre Munddach ermöglicht zudem, dass Krokodile atmen können, während sie ein größeres Beutetier mit ihren Kiefern festhalten und warten müssen, bis dieses seinen Widerstand aufgibt. Die Lungen sind sehr voluminös, in mehrere taschenartige Einzelkammern aufgeteilt und werden durch Muskelbewegung des Brustraums und durch ein dem Zwerchfell ähnliches Septum ventiliert.
Wie alle Amnioten besitzen Krokodile ein vierkammeriges Herz mit zwei Haupt- und zwei Vorkammern. Die Herzscheidewand (Ventrikelseptum) trennt beide Hauptkammern (Ventrikel) vollständig, genau wie es bei Vögeln und Säugern der Fall ist. Im Gegensatz zu Säugern und Vögeln besitzen jedoch Krokodile, ähnlich wie alle anderen Reptilien, zwei Aorten (Körperschlagadern), eine rechte und eine linke. Die linke Aorta entspringt zusammen mit der Lungenarterie dem rechten Ventrikel. Die rechte Aorta, von der die Schlagadern zur Versorgung der Kopfregion (Carotiden) abzweigen, entspringt dem linken Ventrikel. Oberhalb der Aortenwurzel befindet sich das sogenannte Foramen panizzae, ein kleiner Durchbruch zwischen linker und rechter Aorta.
Dieser Durchbruch erfüllt zwei Hauptfunktionen. Er sorgt zum einen bei normaler Atmung dafür, dass auch die linke Aorta sauerstoffreiches Blut erhält und damit Mischblut in den Rumpf zu den Organen führt (sogenannter rechts-links shunt), und zum anderen übernimmt sie bei längeren Tauchgängen den Druckausgleich zwischen rechtem und linkem Ventrikel bzw. linker und rechter Aortenwurzel (links-rechts shunt), denn im rechten Ventrikel bzw. linken Aortenstamm herrscht trotz stark herabgesetzter Herzschlagfrequenz in diesen Zeiträumen ein höherer Druck, weil sich die Lungenarterie stark verengt. Da die Lungen vor dem Tauchgang mit Luft gefüllt werden, erfolgt über den Lungenkreislauf nach wie vor Transport von relativ sauerstoffreichem Blut in die linke Herzhälfte und von dort in die rechte Aorta, damit das Gehirn und die Sinnesorgane in der Kopfregion ausreichend mit Sauerstoff versorgt werden, während über die linke Aorta nur sauerstoffarmes Blut transportiert wird.
Der vierkammerige Aufbau des Herzes mit vollständig geschlossenem Ventrikelseptum gilt als wichtiger Hinweis darauf, dass Krokodile mit Vögeln enger verwandt sind als mit allen anderen Reptilien.

## Lebensweise

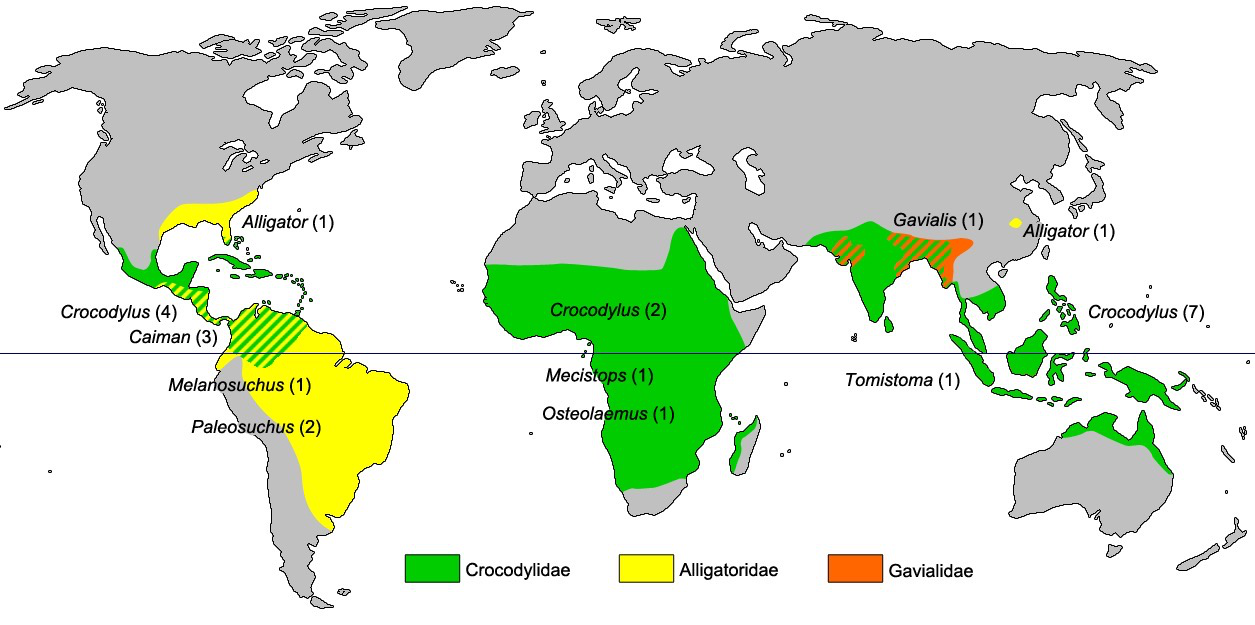
Verbreitung der Vertreter der drei Familien der Krokodile.

### Lebensräume
Alle heute lebenden Krokodile sind durch ihren Körperbau und ihr Verhalten an eine amphibische Lebensweise angepasst, wobei sie den Großteil der Zeit im Wasser verbringen. Bis auf eine Ausnahme, das Leistenkrokodil, leben sie alle überwiegend im Süßwasser, können jedoch auch im Brackwasser oder im küstennahen Salzwasser angetroffen werden. Dabei gibt es sowohl Arten, die offene Gewässer wie Seen und größere Flüsse bevorzugen, als auch Arten, die in Bachläufen und im Unterholz leben. Ihr Verbreitungsgebiet ist auf die tropischen Bereiche eingegrenzt, nur die beiden Alligatorarten leben in ihrem nördlichen Verbreitungsgebiet in Bereichen mit leichten Wintern. Neben diesen Eigenschaften ist das Vorkommen auch abhängig von dem Nahrungsangebot, dem Angebot an Brutplätzen, der Konkurrenzsituation sowie der Bejagung durch die ansässige Bevölkerung.

### Jagdverhalten

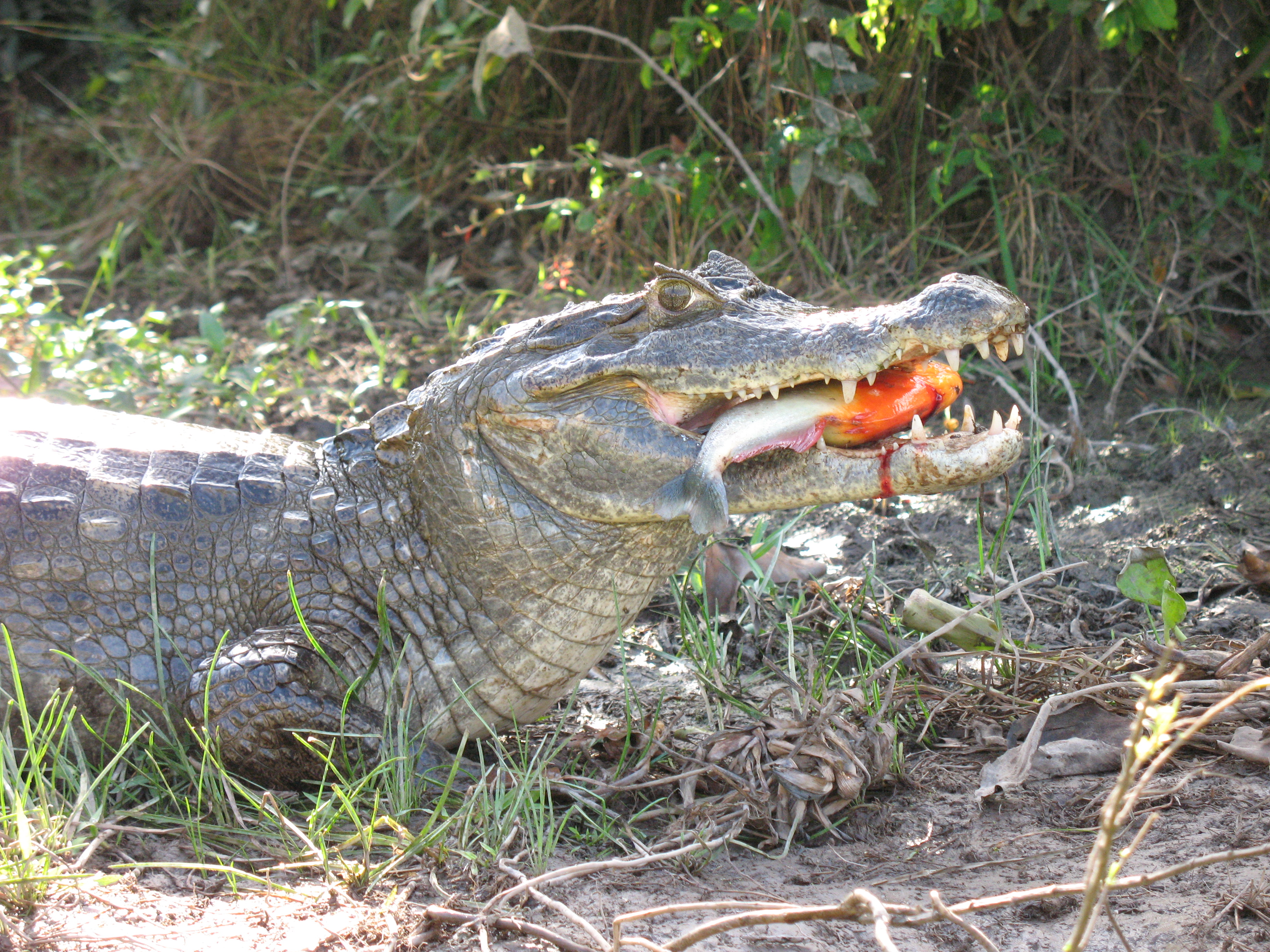
Krokodilkaiman (Caiman crocodilus) mit einem erbeuteten Piranha.

Alle Krokodile sind vor allem Fleischfresser. Dabei jagen die meisten Arten sehr unspezifisch jede Art von Beute, die sie mit ihrer Größe überwältigen können. Auf ein Beutespektrum spezialisiert sind insbesondere die sehr schmalschnäuzigen Arten mit reusenartig angelegten Zähnen (Gangesgavial, Sunda-Gavial, Australien-Krokodil), die vor allem Fische erbeuten. Jungtiere und kleinere Arten jagen überwiegend Insekten, Frösche und Kleinsäuger, die ausgewachsenen Vertreter der großen Arten attackieren dagegen alles, was sie erreichen können. Auch Kannibalismus, vor allem an Jungtieren, ist keine Seltenheit. Trotz ihres trägen Aussehens reagieren Krokodile extrem schnell und agieren auch an Land sehr geschickt.
Krokodile sind effektive Jäger, die die meiste Zeit der häufig nächtlichen Jagd weitgehend untergetaucht im Wasser liegen (Lauerjäger). Sie sind in der Lage, sich geräuschlos dem Ufer zu nähern und aus dem Wasser zu schnellen. Dabei nutzen sie ihren extrem kräftigen Schwanz zum Vortrieb. Beim Festhalten der Beute bohren sich die konischen Zähne in das Opfer, beim Zubeißen entwickelt sich durch die extrem kräftige Kiefermuskulatur eine enorme Beißkraft, die ein Entkommen meist unmöglich macht. Haben sie ein Opfer erbeutet, ziehen sie es unter Wasser, um es zu ertränken. Ein erwachsenes Nilkrokodil nimmt nach Hochrechnungen aus umfangreichen Magenanalysen wahrscheinlich nur 50 volle Mahlzeiten im Jahr zu sich, erbeutet also pro Woche nur etwa ein Beutetier. Mississippialligatoren jagen dagegen häufiger, erbeuten jedoch meist nur kleinere Beutetiere. 
Um Fleischstücke abzureißen, packen sie das Opfer mit den Zähnen und drehen sich selbst mehrfach um die eigene Achse. Dabei zerreißen sie ihre Beute an den Stellen, an denen sie mit ihren Zähnen eine Perforation hinterlassen haben. Um das Zerstückeln der Beute zu erleichtern, verstecken sie den Kadaver oft ein paar Tage, damit er weicher wird. Krokodile sind nicht in der Lage, Nahrung zu kauen, deshalb verschlucken sie abgerissene Fleischstücke vollständig. Sie besitzen häufig Gastrolithen, deren Funktion allerdings noch nicht restlos geklärt ist. Nach den beiden bekanntesten Hypothesen dienen diese Steine im Magen entweder zur Zerkleinerung der Nahrung oder als Ballast zur Verringerung des Auftriebes im Wasser.
Wie eine im Juli 2013 publizierte wissenschaftliche Untersuchung feststellte, nahmen 13 von 18 untersuchten Krokodilarten, darunter das Nilkrokodil und der Mississippi-Alligator, auch regelmäßig Früchte, Nüsse und Samen zu sich.

### Fortpflanzung und Sozialverhalten

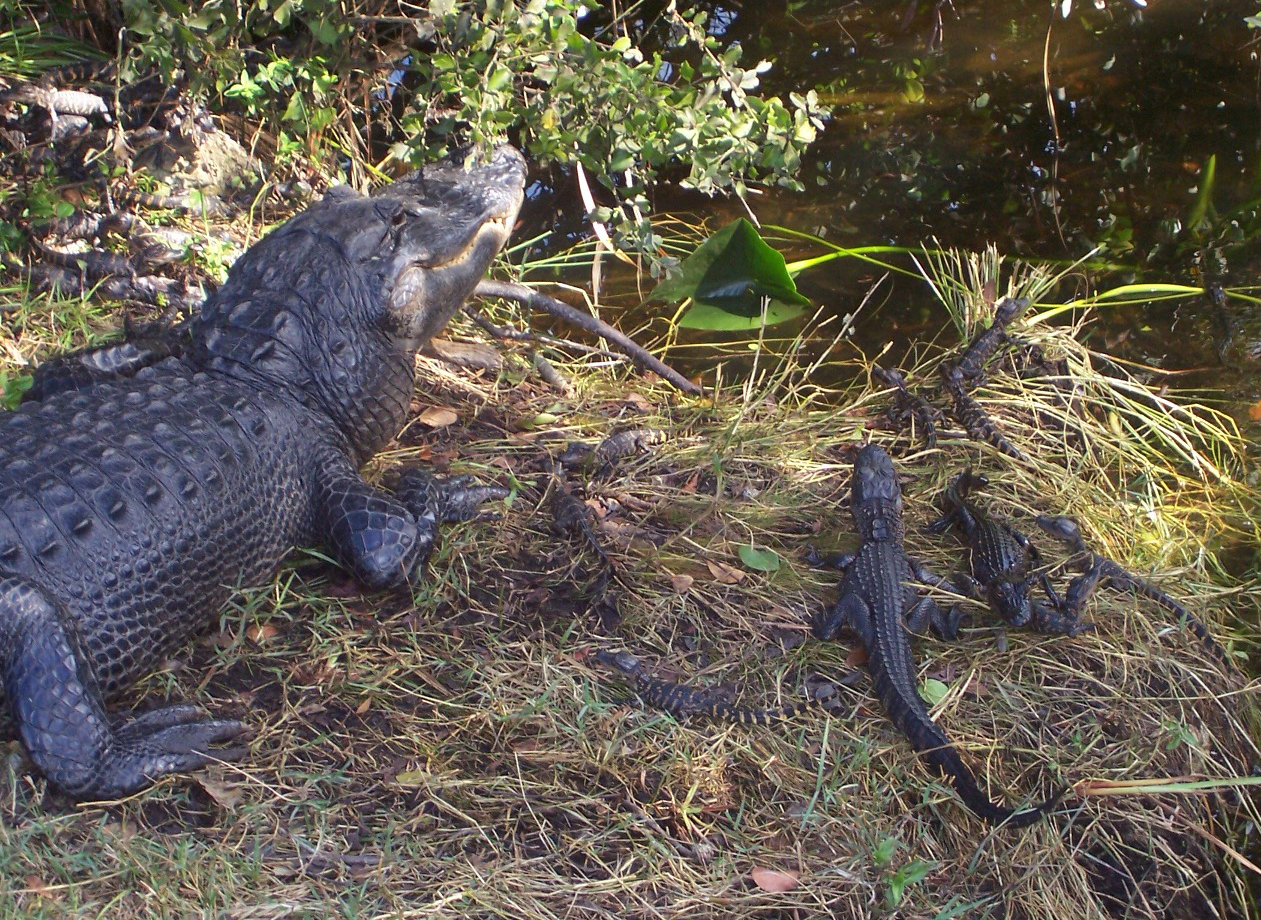
Ein Alligatorweibchen mit Nachwuchs im Everglades-Nationalpark, Florida.

Krokodile legen je nach Art und Nestgröße zwischen 20 und 80 Eier in Nester. Es lassen sich zwei Nesttypen unterscheiden:
- Hügelnester werden aus Pflanzenmaterial aufgeschichtet, in denen die notwendige Brutwärme durch Gärung entsteht.
- Grubennester sind selbst gegrabene Vertiefungen, in denen die Eier mit Bodenmaterial oder einer Mischung von Boden und Pflanzen bedeckt werden.

Krokodileier haben eine relativ feste Kalkschale und ähneln darin eher den Eiern von Vögeln als den Eiern der meisten Schuppenkriechtiere. Sie sind damit sowohl gut gegen Wasseraufnahme von außen als auch vor zu hohem Wasserverlust geschützt.
Die Entwicklung der Krokodile hängt von der Temperatur im Nest ab (Temperaturabhängige Geschlechtsbestimmung). Sie besitzen keine Geschlechtschromosomen, sodass sich aus den Eiern potenziell beide Geschlechter entwickeln können. Werden die Eier unter etwa 30 °C ausgebrütet, schlüpfen aus ihnen Weibchen, bei einer Temperatur um etwa 34 °C ausschließlich Männchen. Werden die Eier in verschiedenen Tiefen vergraben, ist die Wahrscheinlichkeit hoch, dass beide Geschlechter entstehen.
Krokodile haben als erwachsene Tiere keine natürlichen Feinde, ihren Jungen wird allerdings von Vögeln, Waranen oder sogar Angehörigen der eigenen Art nachgestellt. So nimmt man an, dass etwa 90 Prozent der Krokodile als Embryo oder als Jungtier von Nesträubern oder Raubtieren erbeutet werden. Zu den Nesträubern zählen Warane, Säugetiere wie der Waschbär und Schweine sowie Vögel wie der afrikanische Marabu. Außerdem können Embryonen durch klimatische Verhältnisse wie Kälte oder durch Verpilzung der Eier absterben. Jungtiere können von Greifvögeln und Reihern erbeutet werden.
Eier und Junge werden bei vielen Arten zum Schutz vor Räubern vom Muttertier bewacht. Dieses kann seinen Jungen beim Schlupf auch helfen, sobald diese sich akustisch bemerkbar machen. Danach trägt die Mutter ihre Jungen häufig sogar ins Wasser und wehrt potenzielle Fressfeinde ab.

### Lebenserwartung
Das Wissen darüber, wie alt Krokodile werden können, ist zurzeit noch sehr begrenzt. Daten von Krokodilen, die sicher eines natürlichen Todes starben, stammen ausschließlich aus Zoologischen Gärten, wobei jedoch nur von wenigen Tieren das Geburtsjahr genau bekannt war. Zudem ist unklar, ob Krokodile in Zoos aufgrund medizinischer Versorgung und permanent bereitgestellter Nahrung älter werden als ihre wilden Artgenossen, oder ob sie aufgrund von Besucherstress und dem Leben in einem künstlichen Habitat früher sterben. Wilde Krokodile werden anhand der Wachstumslamellen an ihren Langknochen oder ihren Osteodermen datiert (Skeletochronologie), jedoch ist diese Methode mit gewissen Unsicherheiten behaftet.
Für kleinere Arten (z. B. die Kaimane) in Gefangenschaft werden Höchstalter von 20 bis 30 Jahren angegeben. Größere Arten, wie das Salzwasserkrokodil, können bis zu 70 Jahre erreichen. Das älteste in menschlicher Obhut gestorbene Krokodil der Welt soll 115 Jahre alt geworden sein.

## Systematik

### Äußere Systematik
Die heute lebenden (rezenten) Krokodile (Crocodylia) sind neben den Vögeln die einzigen rezenten Vertreter der Archosaurier und damit enge Verwandte der großen Land- und Flugreptilien des Mesozoikums. Damit sind die Vögel zugleich auch die engsten rezenten Verwandten der Krokodile. Vögel und Krokodile haben jedoch jeweils völlig andere Entwicklungen durchgemacht, weshalb ihre relativ enge Verwandtschaft heute nicht auf den ersten Blick ersichtlich ist. Die Vögel, hochaktive Warmblüter, sind aus den theropoden Dinosauriern hervorgegangen, einer Archosaurier-Linie, die rein landlebende Formen umfasste. Diese Lebensweise hatten die Dinosaurier von der gemeinsamen Stammart der Dinosaurier- und Krokodillinie übernommen. Bei den Vorfahren der rezenten Krokodile hingegen vollzog sich eine Entwicklung von landlebenden Formen hin zu den amphibischen Formen mit dem so typischen, urtümlichen, echsenhaften Habitus (siehe dazu auch → Stammesgeschichte der Krokodile).
Die Archosaurier gelten unter den rezenten Landwirbeltieren traditionell als die Schwestergruppe der Schuppenechsen, der gemeinsamen Gruppe der Brückenechsen, Doppelschleichen, „Echsen“ und Schlangen. Schuppenechsen und Archosaurier werden gemeinsam unter dem Gruppennamen Diapsida zusammengefasst. Auch die Schildkröten gelten seit Beginn des 21. Jahrhunderts als Diapsiden. Ihre aktuell noch unsichere Stellung innerhalb der Gruppe lässt jedoch offen, ob die Krokodile und Vögel näher mit den Schildkröten verwandt sind als mit den Schuppenechsen. Unstrittig ist damit jedoch, dass die Krokodile näher mit den Vögeln, einer warmblütigen Tiergruppe, verwandt sind als mit allen anderen rezenten Reptilien. Das folgende Kladogramm zeigt die Stellung der Krokodile innerhalb der rezenten Landwirbeltiere:
|  | Schuppenechsen (Lepidosauria) |
|  |                               |
|  | ? Schildkröten (Testudines)   |
|  |                               |

|             | ? Schildkröten (Testudines)                                             |
|             |                                                                         |
| Archosauria | \| \| Vögel (Aves) \| \| \| \| \| \| Krokodile (Crocodylia) \| \| \| \| |
|             | \| \| Vögel (Aves) \| \| \| \| \| \| Krokodile (Crocodylia) \| \| \| \| |
|             | Vögel (Aves)                                                            |
|             |                                                                         |
|             | Krokodile (Crocodylia)                                                  |
|             |                                                                         |

|  | Vögel (Aves)           |
|  |                        |
|  | Krokodile (Crocodylia) |
|  |                        |

|  | Schuppenechsen (Lepidosauria) |
|  |                               |
|  | ? Schildkröten (Testudines)   |
|  |                               |

|             | ? Schildkröten (Testudines)                                             |
|             |                                                                         |
| Archosauria | \| \| Vögel (Aves) \| \| \| \| \| \| Krokodile (Crocodylia) \| \| \| \| |
|             | \| \| Vögel (Aves) \| \| \| \| \| \| Krokodile (Crocodylia) \| \| \| \| |
|             | Vögel (Aves)                                                            |
|             |                                                                         |
|             | Krokodile (Crocodylia)                                                  |
|             |                                                                         |

|  | Vögel (Aves)           |
|  |                        |
|  | Krokodile (Crocodylia) |
|  |                        |

|  | Schuppenechsen (Lepidosauria) |
|  |                               |
|  | ? Schildkröten (Testudines)   |
|  |                               |

|             | ? Schildkröten (Testudines)                                             |
|             |                                                                         |
| Archosauria | \| \| Vögel (Aves) \| \| \| \| \| \| Krokodile (Crocodylia) \| \| \| \| |
|             | \| \| Vögel (Aves) \| \| \| \| \| \| Krokodile (Crocodylia) \| \| \| \| |
|             | Vögel (Aves)                                                            |
|             |                                                                         |
|             | Krokodile (Crocodylia)                                                  |
|             |                                                                         |

|  | Vögel (Aves)           |
|  |                        |
|  | Krokodile (Crocodylia) |
|  |                        |

|  | Schuppenechsen (Lepidosauria) |
|  |                               |
|  | ? Schildkröten (Testudines)   |
|  |                               |

|             | ? Schildkröten (Testudines)                                             |
|             |                                                                         |
| Archosauria | \| \| Vögel (Aves) \| \| \| \| \| \| Krokodile (Crocodylia) \| \| \| \| |
|             | \| \| Vögel (Aves) \| \| \| \| \| \| Krokodile (Crocodylia) \| \| \| \| |
|             | Vögel (Aves)                                                            |
|             |                                                                         |
|             | Krokodile (Crocodylia)                                                  |
|             |                                                                         |

|  | Vögel (Aves)           |
|  |                        |
|  | Krokodile (Crocodylia) |
|  |                        |

|  | Schuppenechsen (Lepidosauria) |
|  |                               |
|  | ? Schildkröten (Testudines)   |
|  |                               |

|             | ? Schildkröten (Testudines)                                             |
|             |                                                                         |
| Archosauria | \| \| Vögel (Aves) \| \| \| \| \| \| Krokodile (Crocodylia) \| \| \| \| |
|             | \| \| Vögel (Aves) \| \| \| \| \| \| Krokodile (Crocodylia) \| \| \| \| |
|             | Vögel (Aves)                                                            |
|             |                                                                         |
|             | Krokodile (Crocodylia)                                                  |
|             |                                                                         |

|  | Vögel (Aves)           |
|  |                        |
|  | Krokodile (Crocodylia) |
|  |                        |

|  | Schuppenechsen (Lepidosauria) |
|  |                               |
|  | ? Schildkröten (Testudines)   |
|  |                               |

|             | ? Schildkröten (Testudines)                                             |
|             |                                                                         |
| Archosauria | \| \| Vögel (Aves) \| \| \| \| \| \| Krokodile (Crocodylia) \| \| \| \| |
|             | \| \| Vögel (Aves) \| \| \| \| \| \| Krokodile (Crocodylia) \| \| \| \| |
|             | Vögel (Aves)                                                            |
|             |                                                                         |
|             | Krokodile (Crocodylia)                                                  |
|             |                                                                         |

|  | Vögel (Aves)           |
|  |                        |
|  | Krokodile (Crocodylia) |
|  |                        |

|  | Schuppenechsen (Lepidosauria) |
|  |                               |
|  | ? Schildkröten (Testudines)   |
|  |                               |

|             | ? Schildkröten (Testudines)                                             |
|             |                                                                         |
| Archosauria | \| \| Vögel (Aves) \| \| \| \| \| \| Krokodile (Crocodylia) \| \| \| \| |
|             | \| \| Vögel (Aves) \| \| \| \| \| \| Krokodile (Crocodylia) \| \| \| \| |
|             | Vögel (Aves)                                                            |
|             |                                                                         |
|             | Krokodile (Crocodylia)                                                  |
|             |                                                                         |

|  | Vögel (Aves)           |
|  |                        |
|  | Krokodile (Crocodylia) |
|  |                        |

|  | Schuppenechsen (Lepidosauria) |
|  |                               |
|  | ? Schildkröten (Testudines)   |
|  |                               |

|             | ? Schildkröten (Testudines)                                             |
|             |                                                                         |
| Archosauria | \| \| Vögel (Aves) \| \| \| \| \| \| Krokodile (Crocodylia) \| \| \| \| |
|             | \| \| Vögel (Aves) \| \| \| \| \| \| Krokodile (Crocodylia) \| \| \| \| |
|             | Vögel (Aves)                                                            |
|             |                                                                         |
|             | Krokodile (Crocodylia)                                                  |
|             |                                                                         |

|  | Vögel (Aves)           |
|  |                        |
|  | Krokodile (Crocodylia) |
|  |                        |

### Innere Systematik

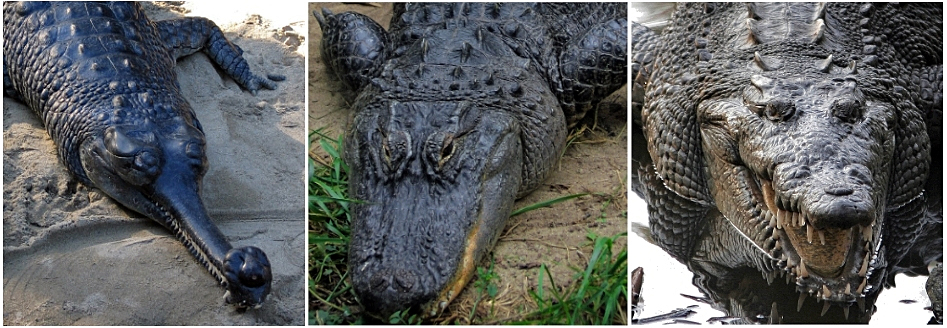
Von links: Gangesgavial (Gavialis gangeticus), Mississippi-Alligator (Alligator mississippiensis) und Spitzkrokodil (Crocodylus acutus).

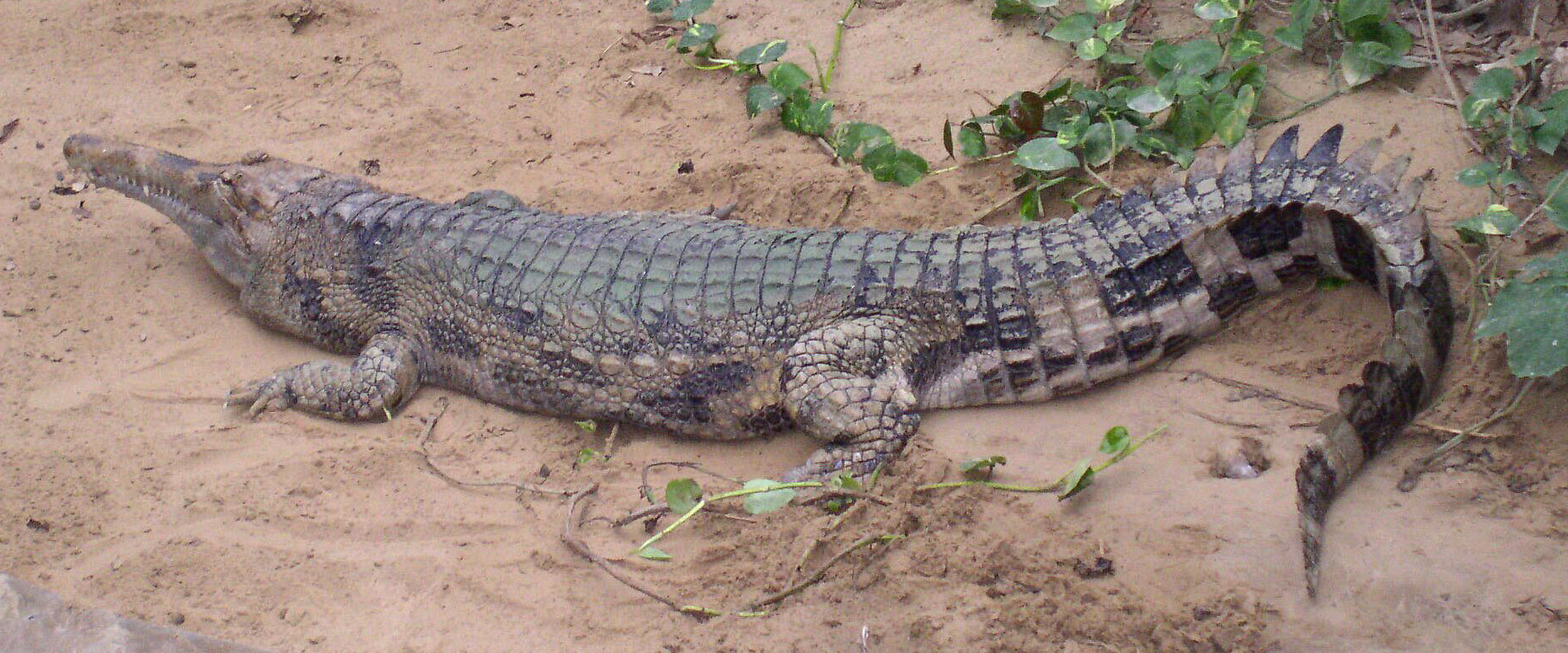
Sunda-Gavial (Tomistoma schlegelii)

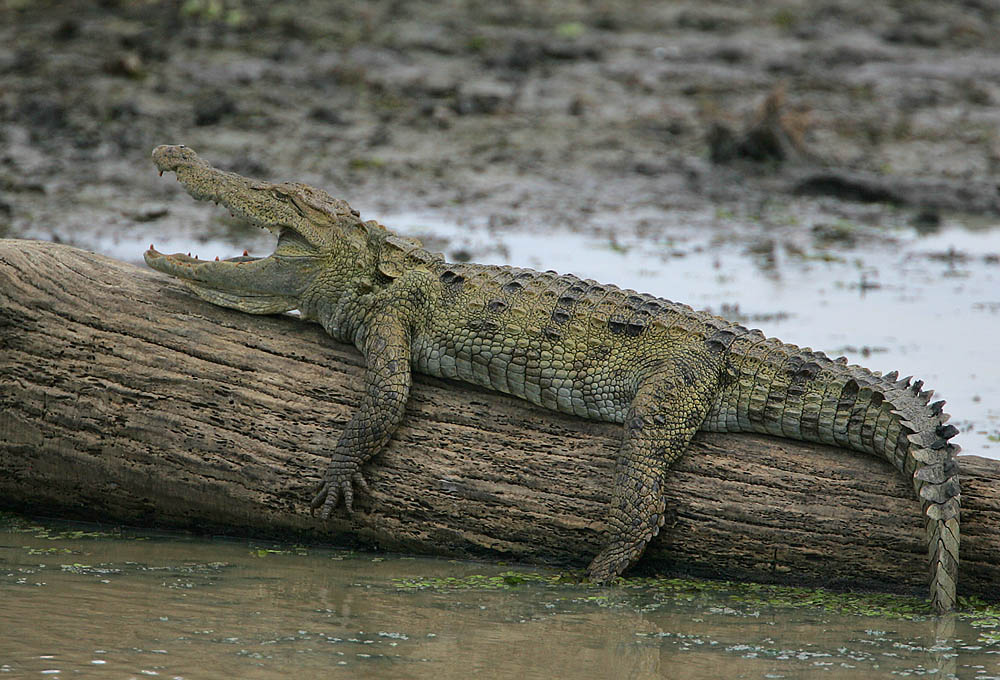
Sumpfkrokodil (Crocodylus palustris)

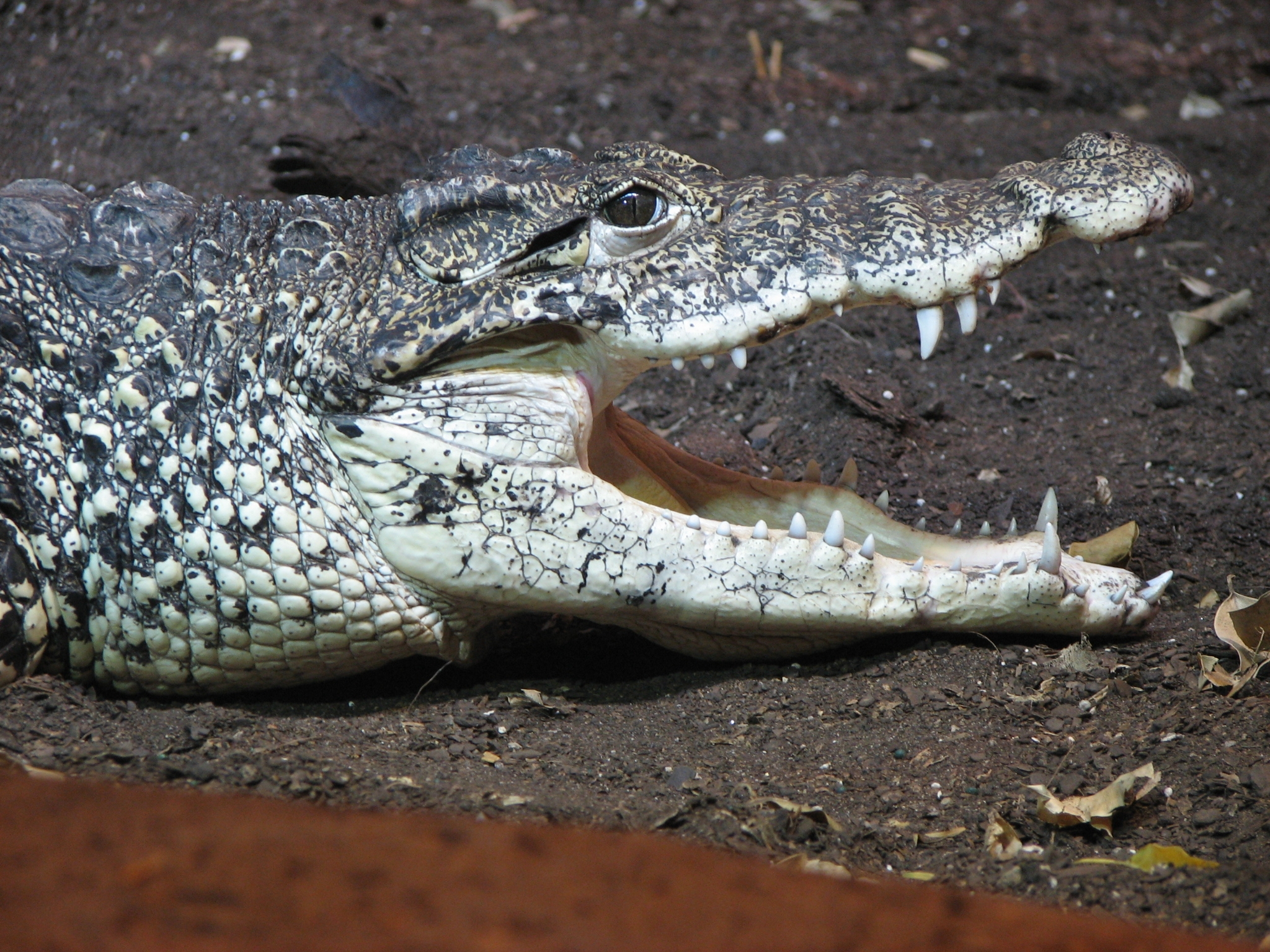
Kopf des Rautenkrokodils (Crocodylus rhombifer). Sehr schön erkennbar ist hier, wie die Größe der Zähne mit der Festonierung der Kieferränder korreliert.

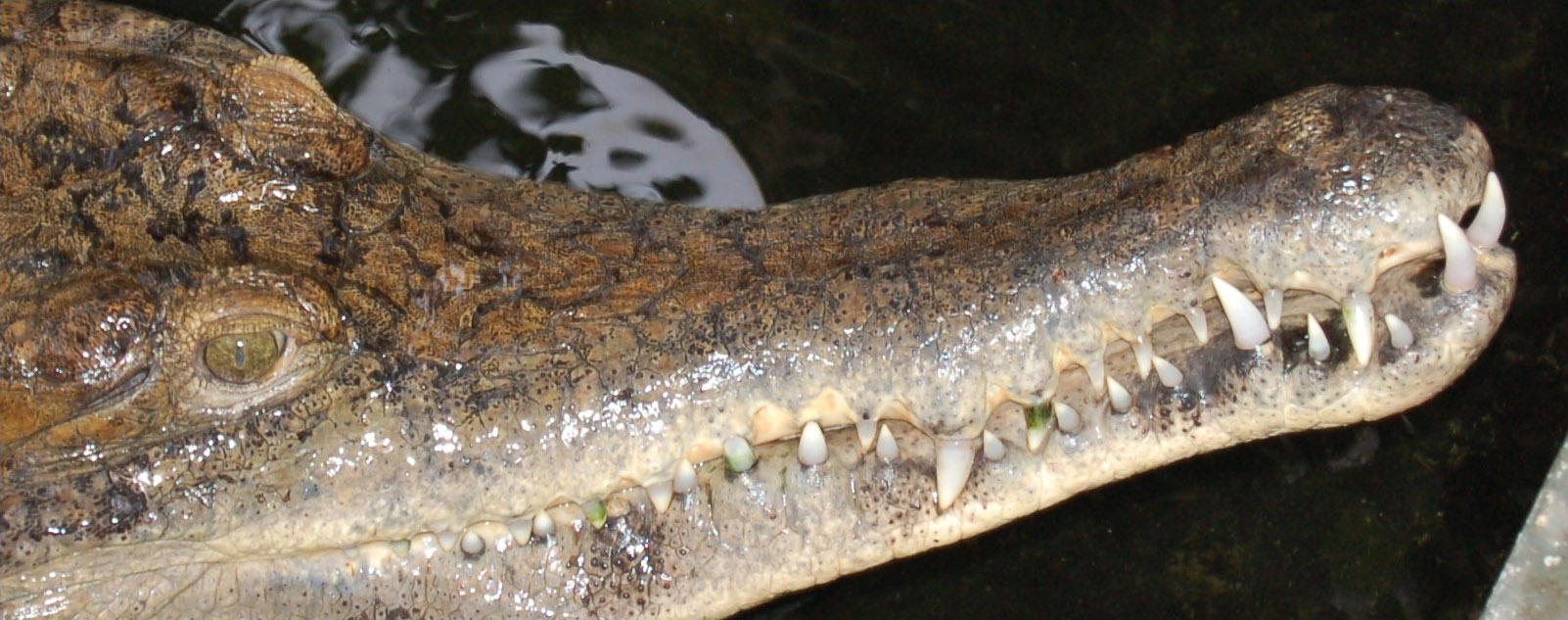
Kopf des Panzerkrokodils (Mecistops cataphractus)

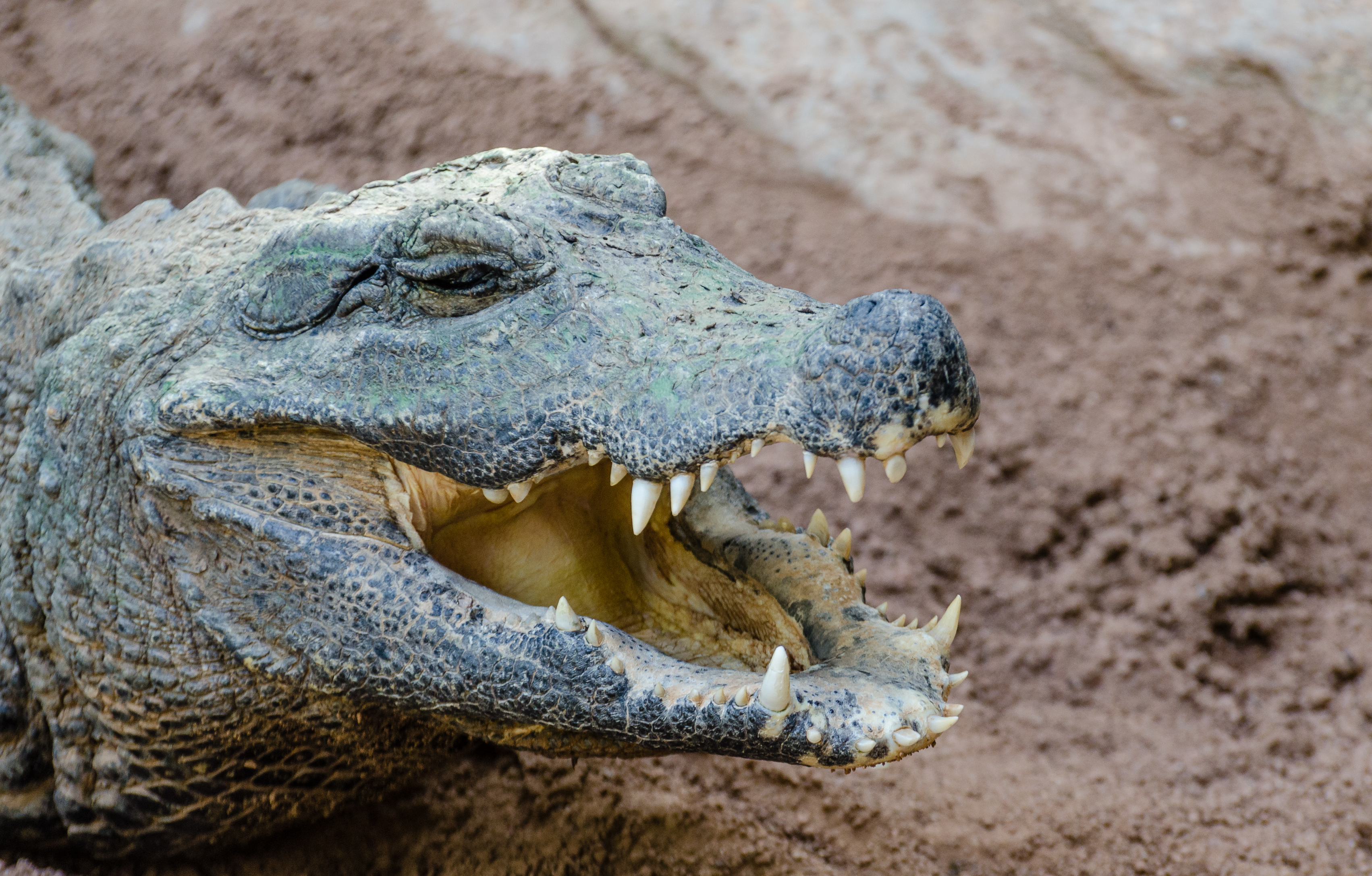
Kopf eines Stumpfkrokodils (Osteolaemus)

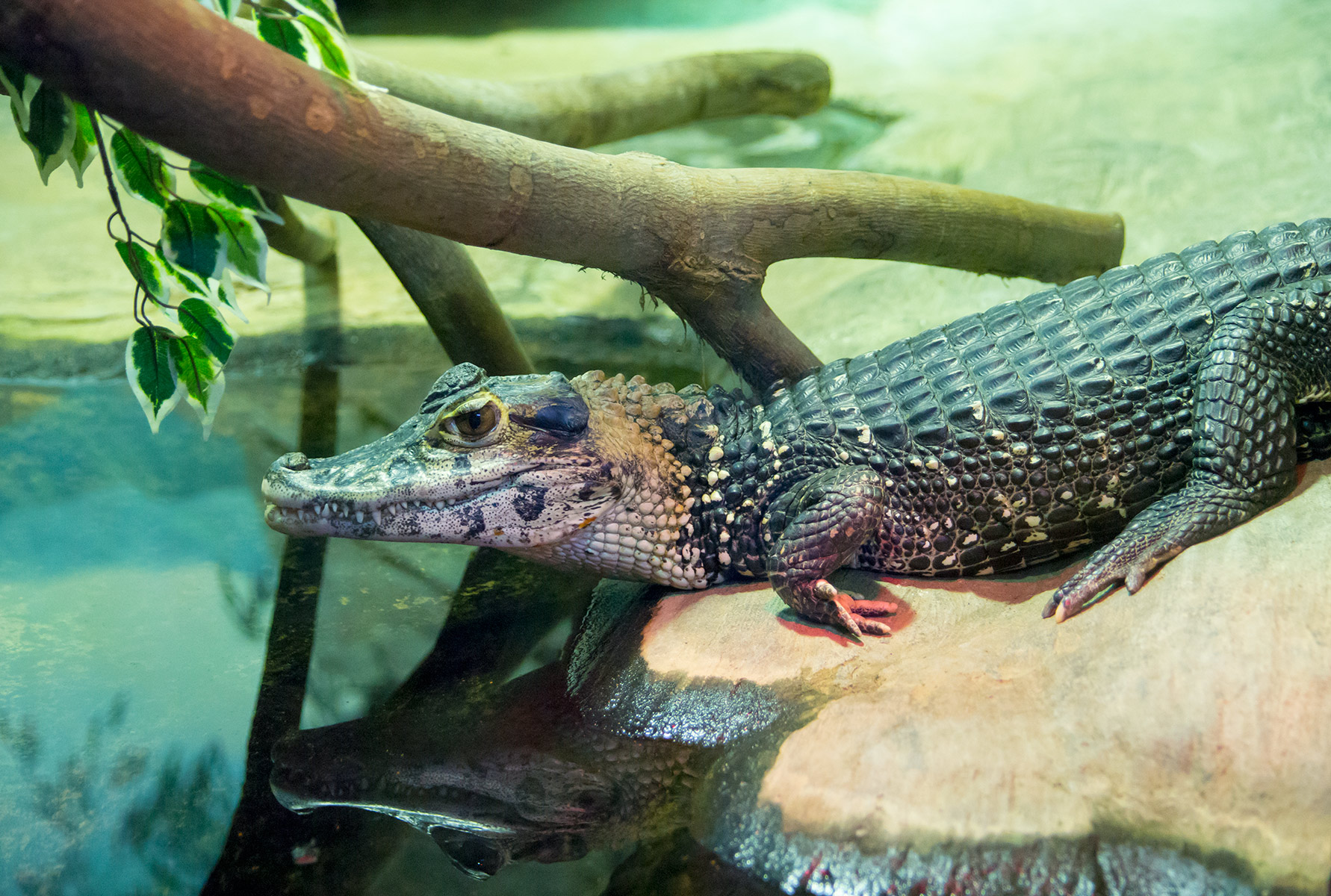
Schwarzer Kaiman (Melanosuchus niger)

Die rezenten Krokodile werden meist in drei Familien gegliedert: Echte Krokodile (Crocodylidae), Alligatoren (Alligatoridae) und Gaviale (Gavialidae). Alternativ werden sie auch als eine Familie, Crocodylidae, betrachtet und in drei Unterfamilien gegliedert, bisweilen auch zuzüglich einer vierten, den Falschen Gavialen (Tomistominae). Nach traditioneller Ansicht vieler Biologen umfasst die Familie Gavialidae nur eine rezente Art, den Gangesgavial (Gavialias gangeticus). Dies wird jedoch bereits seit vielen Jahren angezweifelt, denn auch der Sunda-Gavial (Tomistoma schlegelii) weist Merkmale auf, anhand derer er in die Familie Gavialidae gestellt werden könnte. Die enge Verwandtschaft von Ganges- und Sunda-Gavial wird auch durch molekulargenetische Analysen gestützt und ist heute weitgehend anerkannt. Beide Arten fallen durch ihre extrem lange und schmale Schnauze auf. Die Crocodylidae oder Echten Krokodile sind erkennbar an ihren meist kräftig gewellten (festonierten) Kieferrändern, wobei der größte Zahn des Unterkiefers bei geschlossenem Maul in einer seitlichen Einbuchtung des Oberkiefers liegt und von außen sichtbar ist. Bei den Echten Alligatoren sind die Kieferränder deutlich schwächer festoniert, die Schnauze ist wesentlich breiter als bei den Crocodylidae und der vierte Unterkieferzahn ist bei geschlossenem Maul von außen nicht sichtbar. Die folgende Liste enthält alle rezenten Gattungen und Arten, nach gängigster Auffassung aufgeteilt auf drei Familien.
- Gaviale (Gavialidae)
  - Gattung: Gavialis
    - Gangesgavial (Gavialis gangeticus)

  -  ? Gattung: Tomistoma
    - Sunda-Gavial oder Falscher Gavial (Tomistoma schlegelii)

- Echte Krokodile (Crocodylidae)
  - Gattung: Crocodylus
    - Nördliches Neuguinea-Krokodil (Crocodylus novaeguineae)
    - Südliches Neuguineakrokodil (Crocodylus halli)
    - „Borneokrokodil“ (Crocodylus raninus) *
    - Salzwasserkrokodil oder Leistenkrokodil (Crocodylus porosus)
    - Süßwasserkrokodil oder Australien-Krokodil (Crocodylus johnsoni)
    - Philippinen-Krokodil (Crocodylus mindorensis)
    - Siam-Krokodil (Crocodylus siamensis)
    - Sumpfkrokodil (Crocodylus palustris)
    - Nilkrokodil (Crocodylus niloticus)
    - Westafrikanisches Krokodil (Crocodylus suchus)[18]
    - Beulenkrokodil (Crocodylus moreletii)
    - Kuba- oder Rautenkrokodil (Crocodylus rhombifer)
    - Orinoko-Krokodil (Crocodylus intermedius)
    - Spitzkrokodil (Crocodylus acutus)

  - Gattung: Mecistops[19]
    - Westafrikanisches Panzerkrokodil (Mecistops cataphractus)
    - Zentralafrikanisches Panzerkrokodil (Mecistops leptorhynchus)[20]

  - Gattung: Osteolaemus
    - Stumpfkrokodil (Osteolaemus tetraspis)
    - Osborn’sches Stumpfkrokodil (Osteolaemus osborni)[21]

  -  ? Gattung: Tomistoma
    - Sunda-Gavial oder Falscher Gavial (Tomistoma schlegelii)

- Alligatoren (Alligatoridae)
  - Gattung: Alligator
    - Mississippi-Alligator (Alligator mississippiensis)
    - China-Alligator (Alligator sinensis)

  - Gattung: Caiman
    - Breitschnauzenkaiman (Caiman latirostris)
    - Brillenkaiman (Caiman yacare) (Status umstritten)
    - Krokodilkaiman (Caiman crocodilus)

  - Gattung: Melanosuchus
    - Schwarzer Kaiman (Melanosuchus niger)

  - Gattung: Paleosuchus
    - Brauen-Glattstirnkaiman (Paleosuchus palpebrosus)
    - Keilkopf-Glattstirnkaiman (Paleosuchus trigonatus)

Die genauen Verwandtschaftsverhältnisse der rezenten Krokodile untereinander sind noch nicht vollständig geklärt. Kontrovers ist nicht nur die Stellung des Sunda-Gavials, sondern auch die Stellung der Gaviale als Schwestergruppe der gemeinsamen Klade aus Echten Krokodilen und Alligatoren (Brevirostres). Hierbei stützen vor allem Verwandtschaftsanalysen, die auf morphologischen Daten (d. h., auf Merkmalen des Körperbaus) beruhen, die Stellung des Sunda-Gavials als Vertreter der Echten Krokodile sowie die Brevirostres-Hypothese, während Analysen, die auf molekulargenetischen Daten basieren, eine enge Verwandtschaft von Sunda- und Gangesgavial sowie eine Stellung der Gaviale als Schwestergruppe der Echten Krokodile nahelegen.
Morphologischer Baum mit Brevirostres-Hypothese (nach Brochu, 1999, 2003):
| Crocodylinae | \| \| Stumpfkrokodil (Osteolaemus tetraspis) \| \| \| \| \| \| Crocodylus \| \| \| \| |
|              | \| \| Stumpfkrokodil (Osteolaemus tetraspis) \| \| \| \| \| \| Crocodylus \| \| \| \| |
| Tomistominae | Sunda-Gavial (Tomistoma schlegelii)                                                   |
|              | Sunda-Gavial (Tomistoma schlegelii)                                                   |
|              | Stumpfkrokodil (Osteolaemus tetraspis)                                                |
|              |                                                                                       |
|              | Crocodylus                                                                            |
|              |                                                                                       |

|  | Stumpfkrokodil (Osteolaemus tetraspis) |
|  |                                        |
|  | Crocodylus                             |
|  |                                        |

| Jacarea | \| \| Echte Kaimane (Caiman) \| \| \| \| \| \| Schwarzer Kaiman (Melanosuchus niger) \| \| \| \| |
|         | \| \| Echte Kaimane (Caiman) \| \| \| \| \| \| Schwarzer Kaiman (Melanosuchus niger) \| \| \| \| |
|         | Glattstirnkaimane (Paleosuchus)                                                                  |
|         |                                                                                                  |
|         | Echte Kaimane (Caiman)                                                                           |
|         |                                                                                                  |
|         | Schwarzer Kaiman (Melanosuchus niger)                                                            |
|         |                                                                                                  |

|  | Echte Kaimane (Caiman)                |
|  |                                       |
|  | Schwarzer Kaiman (Melanosuchus niger) |
|  |                                       |

| Jacarea | \| \| Echte Kaimane (Caiman) \| \| \| \| \| \| Schwarzer Kaiman (Melanosuchus niger) \| \| \| \| |
|         | \| \| Echte Kaimane (Caiman) \| \| \| \| \| \| Schwarzer Kaiman (Melanosuchus niger) \| \| \| \| |
|         | Glattstirnkaimane (Paleosuchus)                                                                  |
|         |                                                                                                  |
|         | Echte Kaimane (Caiman)                                                                           |
|         |                                                                                                  |
|         | Schwarzer Kaiman (Melanosuchus niger)                                                            |
|         |                                                                                                  |

|  | Echte Kaimane (Caiman)                |
|  |                                       |
|  | Schwarzer Kaiman (Melanosuchus niger) |
|  |                                       |

| Crocodylinae | \| \| Stumpfkrokodil (Osteolaemus tetraspis) \| \| \| \| \| \| Crocodylus \| \| \| \| |
|              | \| \| Stumpfkrokodil (Osteolaemus tetraspis) \| \| \| \| \| \| Crocodylus \| \| \| \| |
| Tomistominae | Sunda-Gavial (Tomistoma schlegelii)                                                   |
|              | Sunda-Gavial (Tomistoma schlegelii)                                                   |
|              | Stumpfkrokodil (Osteolaemus tetraspis)                                                |
|              |                                                                                       |
|              | Crocodylus                                                                            |
|              |                                                                                       |

|  | Stumpfkrokodil (Osteolaemus tetraspis) |
|  |                                        |
|  | Crocodylus                             |
|  |                                        |

| Jacarea | \| \| Echte Kaimane (Caiman) \| \| \| \| \| \| Schwarzer Kaiman (Melanosuchus niger) \| \| \| \| |
|         | \| \| Echte Kaimane (Caiman) \| \| \| \| \| \| Schwarzer Kaiman (Melanosuchus niger) \| \| \| \| |
|         | Glattstirnkaimane (Paleosuchus)                                                                  |
|         |                                                                                                  |
|         | Echte Kaimane (Caiman)                                                                           |
|         |                                                                                                  |
|         | Schwarzer Kaiman (Melanosuchus niger)                                                            |
|         |                                                                                                  |

|  | Echte Kaimane (Caiman)                |
|  |                                       |
|  | Schwarzer Kaiman (Melanosuchus niger) |
|  |                                       |

| Jacarea | \| \| Echte Kaimane (Caiman) \| \| \| \| \| \| Schwarzer Kaiman (Melanosuchus niger) \| \| \| \| |
|         | \| \| Echte Kaimane (Caiman) \| \| \| \| \| \| Schwarzer Kaiman (Melanosuchus niger) \| \| \| \| |
|         | Glattstirnkaimane (Paleosuchus)                                                                  |
|         |                                                                                                  |
|         | Echte Kaimane (Caiman)                                                                           |
|         |                                                                                                  |
|         | Schwarzer Kaiman (Melanosuchus niger)                                                            |
|         |                                                                                                  |

|  | Echte Kaimane (Caiman)                |
|  |                                       |
|  | Schwarzer Kaiman (Melanosuchus niger) |
|  |                                       |

| Crocodylinae | \| \| Stumpfkrokodil (Osteolaemus tetraspis) \| \| \| \| \| \| Crocodylus \| \| \| \| |
|              | \| \| Stumpfkrokodil (Osteolaemus tetraspis) \| \| \| \| \| \| Crocodylus \| \| \| \| |
| Tomistominae | Sunda-Gavial (Tomistoma schlegelii)                                                   |
|              | Sunda-Gavial (Tomistoma schlegelii)                                                   |
|              | Stumpfkrokodil (Osteolaemus tetraspis)                                                |
|              |                                                                                       |
|              | Crocodylus                                                                            |
|              |                                                                                       |

|  | Stumpfkrokodil (Osteolaemus tetraspis) |
|  |                                        |
|  | Crocodylus                             |
|  |                                        |

| Jacarea | \| \| Echte Kaimane (Caiman) \| \| \| \| \| \| Schwarzer Kaiman (Melanosuchus niger) \| \| \| \| |
|         | \| \| Echte Kaimane (Caiman) \| \| \| \| \| \| Schwarzer Kaiman (Melanosuchus niger) \| \| \| \| |
|         | Glattstirnkaimane (Paleosuchus)                                                                  |
|         |                                                                                                  |
|         | Echte Kaimane (Caiman)                                                                           |
|         |                                                                                                  |
|         | Schwarzer Kaiman (Melanosuchus niger)                                                            |
|         |                                                                                                  |

|  | Echte Kaimane (Caiman)                |
|  |                                       |
|  | Schwarzer Kaiman (Melanosuchus niger) |
|  |                                       |

| Jacarea | \| \| Echte Kaimane (Caiman) \| \| \| \| \| \| Schwarzer Kaiman (Melanosuchus niger) \| \| \| \| |
|         | \| \| Echte Kaimane (Caiman) \| \| \| \| \| \| Schwarzer Kaiman (Melanosuchus niger) \| \| \| \| |
|         | Glattstirnkaimane (Paleosuchus)                                                                  |
|         |                                                                                                  |
|         | Echte Kaimane (Caiman)                                                                           |
|         |                                                                                                  |
|         | Schwarzer Kaiman (Melanosuchus niger)                                                            |
|         |                                                                                                  |

|  | Echte Kaimane (Caiman)                |
|  |                                       |
|  | Schwarzer Kaiman (Melanosuchus niger) |
|  |                                       |

| Crocodylinae | \| \| Stumpfkrokodil (Osteolaemus tetraspis) \| \| \| \| \| \| Crocodylus \| \| \| \| |
|              | \| \| Stumpfkrokodil (Osteolaemus tetraspis) \| \| \| \| \| \| Crocodylus \| \| \| \| |
| Tomistominae | Sunda-Gavial (Tomistoma schlegelii)                                                   |
|              | Sunda-Gavial (Tomistoma schlegelii)                                                   |
|              | Stumpfkrokodil (Osteolaemus tetraspis)                                                |
|              |                                                                                       |
|              | Crocodylus                                                                            |
|              |                                                                                       |

|  | Stumpfkrokodil (Osteolaemus tetraspis) |
|  |                                        |
|  | Crocodylus                             |
|  |                                        |

| Jacarea | \| \| Echte Kaimane (Caiman) \| \| \| \| \| \| Schwarzer Kaiman (Melanosuchus niger) \| \| \| \| |
|         | \| \| Echte Kaimane (Caiman) \| \| \| \| \| \| Schwarzer Kaiman (Melanosuchus niger) \| \| \| \| |
|         | Glattstirnkaimane (Paleosuchus)                                                                  |
|         |                                                                                                  |
|         | Echte Kaimane (Caiman)                                                                           |
|         |                                                                                                  |
|         | Schwarzer Kaiman (Melanosuchus niger)                                                            |
|         |                                                                                                  |

|  | Echte Kaimane (Caiman)                |
|  |                                       |
|  | Schwarzer Kaiman (Melanosuchus niger) |
|  |                                       |

| Jacarea | \| \| Echte Kaimane (Caiman) \| \| \| \| \| \| Schwarzer Kaiman (Melanosuchus niger) \| \| \| \| |
|         | \| \| Echte Kaimane (Caiman) \| \| \| \| \| \| Schwarzer Kaiman (Melanosuchus niger) \| \| \| \| |
|         | Glattstirnkaimane (Paleosuchus)                                                                  |
|         |                                                                                                  |
|         | Echte Kaimane (Caiman)                                                                           |
|         |                                                                                                  |
|         | Schwarzer Kaiman (Melanosuchus niger)                                                            |
|         |                                                                                                  |

|  | Echte Kaimane (Caiman)                |
|  |                                       |
|  | Schwarzer Kaiman (Melanosuchus niger) |
|  |                                       |

Molekularer Baum mit alternativer Anordnung (nach Oaks, 2011):
|  | \| \| Stumpfkrokodil (Osteolaemus tetraspis) \| \| \| \| \| \| Panzerkrokodile (Mecistops) \| \| \| \| |
|  | |
|  | Crocodylus                                                                                             |
|  | |
|  | Stumpfkrokodil (Osteolaemus tetraspis)                                                                 |
|  | |
|  | Panzerkrokodile (Mecistops)                                                                            |
|  | |

|  | Stumpfkrokodil (Osteolaemus tetraspis) |
|  |                                        |
|  | Panzerkrokodile (Mecistops)            |
|  |                                        |

|  | Gangesgavial (Gavialis gangeticus)  |
|  |                                     |
|  | Sunda-Gavial (Tomistoma schlegelii) |
|  |                                     |

|  | \| \| Stumpfkrokodil (Osteolaemus tetraspis) \| \| \| \| \| \| Panzerkrokodile (Mecistops) \| \| \| \| |
|  | |
|  | Crocodylus                                                                                             |
|  | |
|  | Stumpfkrokodil (Osteolaemus tetraspis)                                                                 |
|  | |
|  | Panzerkrokodile (Mecistops)                                                                            |
|  | |

|  | Stumpfkrokodil (Osteolaemus tetraspis) |
|  |                                        |
|  | Panzerkrokodile (Mecistops)            |
|  |                                        |

|  | Gangesgavial (Gavialis gangeticus)  |
|  |                                     |
|  | Sunda-Gavial (Tomistoma schlegelii) |
|  |                                     |

| Jacarea | \| \| Echte Kaimane (Caiman) \| \| \| \| \| \| Schwarzer Kaiman (Melanosuchus niger) \| \| \| \| |
|         | \| \| Echte Kaimane (Caiman) \| \| \| \| \| \| Schwarzer Kaiman (Melanosuchus niger) \| \| \| \| |
|         | Glattstirnkaimane (Paleosuchus)                                                                  |
|         |                                                                                                  |
|         | Echte Kaimane (Caiman)                                                                           |
|         |                                                                                                  |
|         | Schwarzer Kaiman (Melanosuchus niger)                                                            |
|         |                                                                                                  |

|  | Echte Kaimane (Caiman)                |
|  |                                       |
|  | Schwarzer Kaiman (Melanosuchus niger) |
|  |                                       |

| Jacarea | \| \| Echte Kaimane (Caiman) \| \| \| \| \| \| Schwarzer Kaiman (Melanosuchus niger) \| \| \| \| |
|         | \| \| Echte Kaimane (Caiman) \| \| \| \| \| \| Schwarzer Kaiman (Melanosuchus niger) \| \| \| \| |
|         | Glattstirnkaimane (Paleosuchus)                                                                  |
|         |                                                                                                  |
|         | Echte Kaimane (Caiman)                                                                           |
|         |                                                                                                  |
|         | Schwarzer Kaiman (Melanosuchus niger)                                                            |
|         |                                                                                                  |

|  | Echte Kaimane (Caiman)                |
|  |                                       |
|  | Schwarzer Kaiman (Melanosuchus niger) |
|  |                                       |

|  | \| \| Stumpfkrokodil (Osteolaemus tetraspis) \| \| \| \| \| \| Panzerkrokodile (Mecistops) \| \| \| \| |
|  | |
|  | Crocodylus                                                                                             |
|  | |
|  | Stumpfkrokodil (Osteolaemus tetraspis)                                                                 |
|  | |
|  | Panzerkrokodile (Mecistops)                                                                            |
|  | |

|  | Stumpfkrokodil (Osteolaemus tetraspis) |
|  |                                        |
|  | Panzerkrokodile (Mecistops)            |
|  |                                        |

|  | Gangesgavial (Gavialis gangeticus)  |
|  |                                     |
|  | Sunda-Gavial (Tomistoma schlegelii) |
|  |                                     |

|  | \| \| Stumpfkrokodil (Osteolaemus tetraspis) \| \| \| \| \| \| Panzerkrokodile (Mecistops) \| \| \| \| |
|  | |
|  | Crocodylus                                                                                             |
|  | |
|  | Stumpfkrokodil (Osteolaemus tetraspis)                                                                 |
|  | |
|  | Panzerkrokodile (Mecistops)                                                                            |
|  | |

|  | Stumpfkrokodil (Osteolaemus tetraspis) |
|  |                                        |
|  | Panzerkrokodile (Mecistops)            |
|  |                                        |

|  | Gangesgavial (Gavialis gangeticus)  |
|  |                                     |
|  | Sunda-Gavial (Tomistoma schlegelii) |
|  |                                     |

| Jacarea | \| \| Echte Kaimane (Caiman) \| \| \| \| \| \| Schwarzer Kaiman (Melanosuchus niger) \| \| \| \| |
|         | \| \| Echte Kaimane (Caiman) \| \| \| \| \| \| Schwarzer Kaiman (Melanosuchus niger) \| \| \| \| |
|         | Glattstirnkaimane (Paleosuchus)                                                                  |
|         |                                                                                                  |
|         | Echte Kaimane (Caiman)                                                                           |
|         |                                                                                                  |
|         | Schwarzer Kaiman (Melanosuchus niger)                                                            |
|         |                                                                                                  |

|  | Echte Kaimane (Caiman)                |
|  |                                       |
|  | Schwarzer Kaiman (Melanosuchus niger) |
|  |                                       |

| Jacarea | \| \| Echte Kaimane (Caiman) \| \| \| \| \| \| Schwarzer Kaiman (Melanosuchus niger) \| \| \| \| |
|         | \| \| Echte Kaimane (Caiman) \| \| \| \| \| \| Schwarzer Kaiman (Melanosuchus niger) \| \| \| \| |
|         | Glattstirnkaimane (Paleosuchus)                                                                  |
|         |                                                                                                  |
|         | Echte Kaimane (Caiman)                                                                           |
|         |                                                                                                  |
|         | Schwarzer Kaiman (Melanosuchus niger)                                                            |
|         |                                                                                                  |

|  | Echte Kaimane (Caiman)                |
|  |                                       |
|  | Schwarzer Kaiman (Melanosuchus niger) |
|  |                                       |

## Krokodile in der menschlichen Geschichte

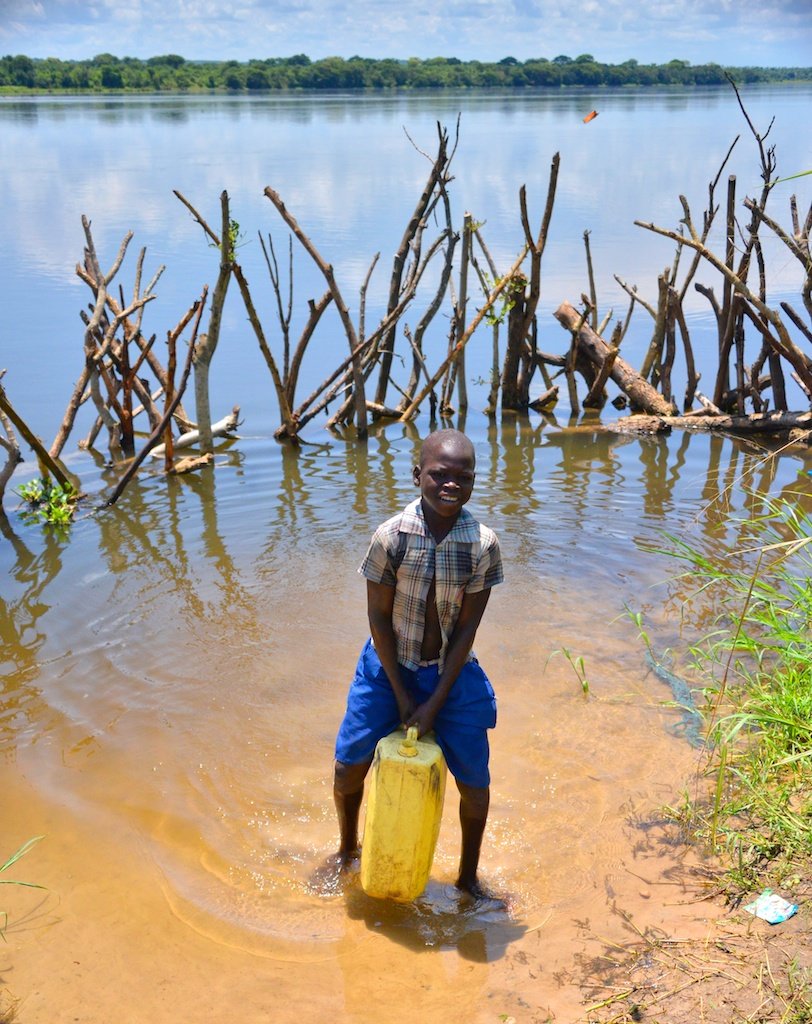
Wasserentnahmestelle mit Schutzvorrichtung in Uganda

Krokodile spielen in der Kulturgeschichte einer Vielzahl von Völkern eine große Rolle, die vor allem von Angst, Ehrfurcht und Bewunderung geprägt ist. In allen Erdteilen, in denen Krokodile leben, haben sie Einzug in die Mythologie der dort lebenden Völker gefunden. Die Faszination für diese Tiere reicht bis in die Neuzeit, wo Krokodile als Motive in der Literatur und in Filmen eingesetzt werden.
CrocBITE, die Datenbank für Krokodilangriffe der Charles Darwin University, registrierte bisher (Stand: Jan. 2014) weltweit 2150 Attacken auf Menschen, 1128 davon waren tödlich. Etwa die Hälfte der letalen und der gesamten Angriffe gehen auf das Konto von Leistenkrokodilen. Das an zweiter Stelle stehende Nilkrokodil verursacht nur ein Viertel aller weltweiten Vorfälle, bei denen aber zwei Drittel tödlich für das Opfer endeten. Mississippi-Alligator und Sumpfkrokodil sind mit etwa 150 Angriffen registriert, wobei beim Sumpfkrokodil die Hälfte der Angegriffenen starben, beim Mississippi-Alligator nur 17. Das Spitzkrokodil ist mit 115 Angriffen (24 davon tödlich) registriert, den anderen Arten werden deutlich weniger Angriffe zugeschrieben.

### Krokodile im alten Ägypten

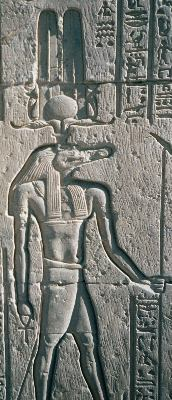
Sobek in Kom Ombo

Die Ägypter kannten ausschließlich das heimische Nilkrokodil sowie das heute nicht mehr in Ägypten vorkommende Westafrikanische Krokodil (Crocodylus suchus). Im alten Ägypten wurden diese Krokodile als heilige Tiere verehrt und in der Gestalt des krokodilköpfigen Gottes Sobek (auch Souchos) vergöttert. Sobek galt den Ägyptern als ein Gott des ewigen Fortbestandes. Es ist unbekannt, ob die Tiere aus Furcht geheiligt wurden oder ob dies erst nach der Entstehung der Gottheit Sobek geschah, um den Gott zu besänftigen. Zahlreiche Tempel mit Teichanlagen für die heiligen Tiere waren Sobek geweiht, die wichtigsten darunter fanden sich bei Kom Ombo in Oberägypten, bei Tebtunis sowie in Krokodilopolis in Fajum. Krokodile, die in diesen heiligen Tempeln verstarben, wurden wie Menschen einbalsamiert und als Mumien begraben. So fand man bei Kom-Ombo sowie in den Höhlen von Maabdah tausende dieser Krokodilmumien, vor allem Jungtiere. Die größten Exemplare wiesen eine Länge von über fünf Metern auf.

### Weitere afrikanische Länder
Ähnlich wie in Ägypten wurden auch in anderen Teilen Afrikas Krokodile verehrt, vor allem entlang des Nil und seiner Quellflüsse, des Volta sowie in der Umgebung der Großen Seen. So wurden im Bereich der Bwaba in Burkina Faso Krokodile in Teichen gehalten und mit Speiseopfern bedacht. Die Akan und Twi in Ghana glaubten, dass Krokodile wie auch Tse-Tse-Fliegen oder Schlangen von angeblichen Hexen für bösartige Botengänge genutzt werden konnten.
Die Insel Damba im Viktoriasee war den Krokodilen geweiht, denen gelegentlich Leichenteile der Feinde der hier ansässigen Bagandas als Opfer zum Fraß vorgeworfen wurden. In dem Tempel, der auf der Insel stand, nahm nach Berichten von Missionaren ein Medium Kontakt mit den Krokodilgeistern auf und sprach zum Volk, indem es den Mund wie ein Krokodil öffnete und schloss. Die Nuer am Nil respektierten die Krokodile als Totem, jagten sie jedoch zugleich als Nahrungsquelle. Wenn sie ein Krokodil verletzt oder getötet hatten, brachten sie den Geistern Opfer dar.
Auf Madagaskar herrschte der Glaube, dass Krokodile nur dann Menschen töten, wenn diese zuvor ein Krokodil getötet hatten. Genauso galt die Regel, dass ein Mensch ein Krokodil töten durfte, wenn dies zuvor einen Unschuldigen getötet hatte. Wenn jemand im Verdacht stand, ein Krokodil getötet zu haben, wurde er an einen Fluss mit Krokodilen gebracht und musste diesen unversehrt durchqueren, um seine Unschuld zu beweisen.

### Der chinesische Drache
Die Alligatoren und Krokodile, die in den Flüssen und an den Küsten Chinas leben, waren wahrscheinlich das Vorbild für den doppelschwänzigen Drachen Long der chinesischen Mythologie. Seine Geschichte entstand etwa 2200 v. Chr. in den Regionen am Jangtsekiang, dem „Langen Fluss“. Er galt als der „Herr aller beschuppten Reptilien“ und während der nachfolgenden Generationen wurde dieser Drache immer weiter ausgeschmückt und mit Merkmalen und Eigenschaften weiterer Tierarten ausgestattet.
Während der Tang-Dynastie (etwa 618 bis 906) tauchten Krokodile und Alligatoren erstmals getrennt in Beschreibungen verschiedener Bücher auf. So sollten die „südlichen Barbaren“ aufgrund des Rufes der Alligatoren Regen vorhersagen und sein Fleisch auf Hochzeiten verteilen. Aufgrund der gepanzerten Haut galt der Alligator außerdem als Vorbote des Krieges.

### Südostasien

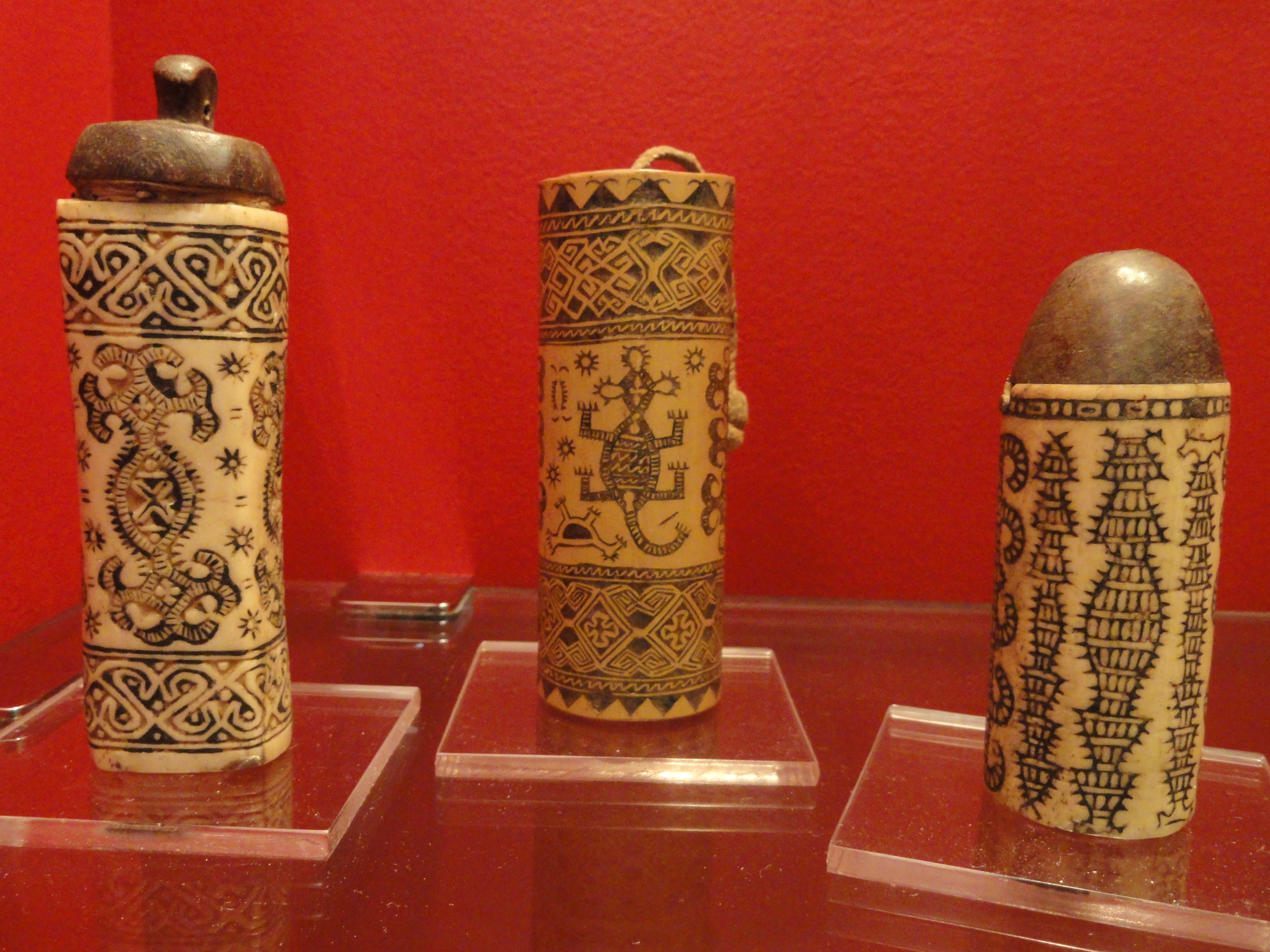
Der mittlere Betelnussbehälter von Timor zeigt die stilisierte Darstellung eines Krokodils

In Südostasien geht die mythologische Bedeutung meist einher mit dem Glauben an verstorbene Herrscher oder Ahnen, die als Krokodile wieder auf die Welt gekommen sind. Dabei handelt es sich meist um das gefürchtete Leistenkrokodil, das in den Glauben einging.
Bei einigen traditionellen Völkern der Philippinen, so etwa bei den Panay, galt das Krokodil als göttlich und durfte nicht getötet werden. Ein britischer Major namens G. B. Bowers berichtete Anfang des 20. Jahrhunderts von einem Krokodil an der Küste von Luzon, das von den Anwohnern als Reinkarnation eines alten Berghäuptling angesehen wurde.
In Osttimor wird das Leistenkrokodil als „Großvater Krokodil“ verehrt. Ursprung dafür ist die Legende „das gute Krokodil“, nach der die Insel Timor aus einem Krokodil entstanden ist. Aus dem heute indonesischen Westtimor wurde 1884 von Opferungen junger Mädchen an Krokodile durch die Herrscher von Kupang berichtet: Die Krokodile galten als die Vorfahren der Dynastie, die Mädchen sandte man ihnen als Ehefrauen.
Die Kayan auf Borneo sahen in den Krokodilen Schutzengel, die als Blutsbrüder böse Geister vertreiben konnten. Die Tötung von Krokodilen war auf ganz Borneo verboten, auch bei den ansonsten sehr kriegerischen Dayak. Diese erzählten ein Märchen, nach dem ein Dayak-Krieger namens Bantangnorang verkleidet mit einem Tigerfell und den Federn des Nashornvogels auf der Suche nach Gold die Höhle eines Krokodils betrat. Das Krokodil bot ihm als Test Menschenfleisch an, und Bantangnorang aß dieses auch, tötete jedoch später das Krokodil und nahm ihm seine Schätze.

### Australien
Krokodile spielen eine große Rolle in der Mythologie der Aborigines Nordaustraliens. Dabei gibt es sehr unterschiedliche Bedeutungen der Tiere. So gilt ein Krokodilvorfahr den Gunwinggu im Arnhem Land als Erschaffer des heutigen Liverpool River, indem er bei der Durchquerung des Landes den Boden durchkaute. Die Rillen füllten sich mit Wasser und bildeten den Fluss. Bei den Murinbata existiert eine Geschichte um den Betrug von Essen und die Tötung eines Totemwesens. Dabei stellt das Krokodil als Totemwesen Yagpa die Figur dar, die den Mörder und Betrüger holen würde. In weniger konkreten Geschichten kommt es vor, dass Menschen auf der Jagd oder auf Reisen von Krokodilen verschlungen werden.
Aus Australien stammen auch die ältesten bekannten Darstellungen von Krokodilen. So fand man in Panaramittee in Südaustralien Ritzzeichnungen mit Krokodilen, die auf ein Alter von 30.000 Jahren geschätzt werden. Diese Funde werfen zudem die Frage auf, ob die Krokodile zu der Zeit auch im Süden lebten oder nur durch Erzählungen bekannt wurden. Bei den Manggalilis in Nordaustralien sowie im Bereich von Oenpelli sind kunstvolle Rindenmalereien mit Krokodilmotiven bis heute verbreitet. Auch bei den europäischen Einwanderern wurden Krokodile zu einem Motiv in der Kunst, etwa bei einem Gemälde von Thomas Baines aus dem Jahr 1856. Zu den modernsten Darstellungen der australischen Krokodile in der Kultur gehört die Kinofilmreihe „Crocodile Dundee“ mit Paul Hogan in der Hauptrolle, der als Krokodiljäger und Waldläufer Australiens dargestellt und den Stadtbewohnern New Yorks gegenübergestellt wird.

### Melanesische Inselwelt

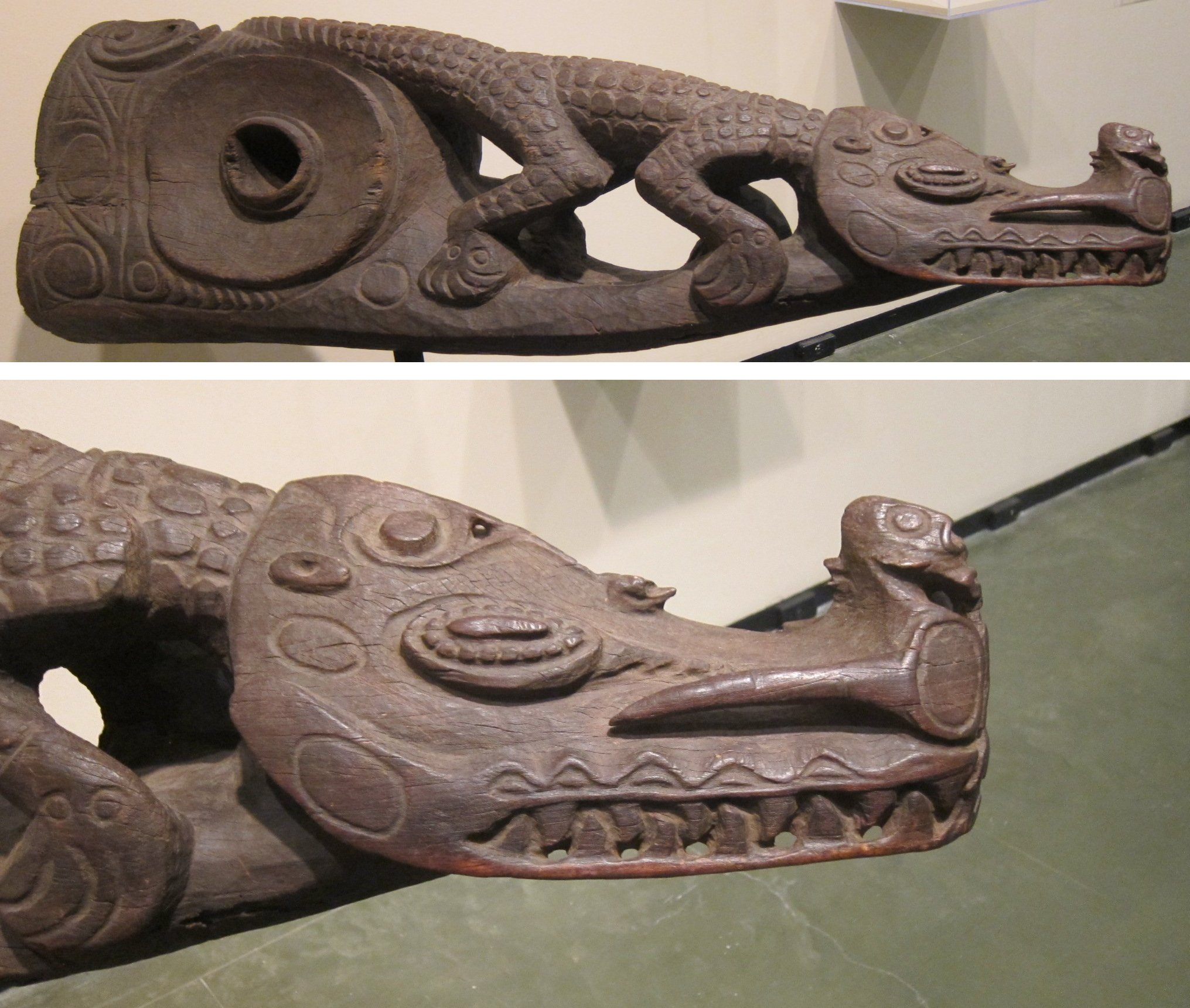
Krokodil-Schnitzerei aus dem Sepik-Gebiet

Vor allem aus der Region am Sepik und dessen Zuflüssen in Neuguinea sind zahlreiche Skulpturen und Holzschnitzereien bekannt, die Krokodile darstellen. So finden sich am Karawari schlanke und beinlose Krokodilschnitzereien, die mit Tätowierungen bestückt sind. Die Schwänze dieser Körper gehen dabei in Schlangenköpfe über. Auch krokodilförmige Mundstücke für Blasinstrumente sind recht häufig, und als Beigabe bei Begräbnissen dienen in dieser Region Figuren, die teilweise Menschen und teilweise Krokodile darstellen.
Bei den Iatmul am mittleren Sepik gilt das Leistenkrokodil als Schöpfergottheit. Dies erschuf die Welt aus dem Wasser, indem es Land aufsteigen ließ. Des Weiteren erschuf es einen Spalt in der Erde, mit dem es sich paarte und so die Lebewesen schuf. Aus dem Oberkiefer des Krokodils wurde der Himmel, während der Unterkiefer die Berge der Erde formte. Beim gleichen Volk existieren auch Geschichten von uralten Krokodilen, die das Land besiedelten und Siedlungen gründeten. Bei den Initiationsriten der Männer der Iatmul spielt der Mythos eine Rolle, nach dem der Knabe von einem Krokodil verschluckt und als Mann wieder ausgewürgt wird. Um dies zu demonstrieren, werden den Initiierten beim Mannbarkeitsritual Wunden in den Körper und vor allem in die Schultern geschnitten, deren Narben später die Beißnarben des Krokodils darstellen sollen (siehe Skarifizierung am Mittelsepik).
Eine sehr bekannte Gestalt in Neuguinea ist Yali aus Sor, der Gründer des Mandang-Kultes. Sein Kamerad tötete in einem Kampf dessen Totemtier, das Krokodil, worauf sich Yali im Urwald verlief und nicht mehr gesehen wurde. Nach Ansicht der Elema am Golf von Papua konnten sich Zauberer in Gestalt des Krokodils ins Wasser begeben und so ihre Feinde überraschend angreifen, an Land sollten sie die Gestalt von Kasuaren annehmen und so ins Landesinnere eindringen.

### Nord- und Südamerika
Über die Rolle der Krokodile und Alligatoren in der Mythologie und dem Volksglauben Amerikas ist nur sehr wenig überliefert. Bei den Maya des 10. Jahrhunderts und den Azteken des 14. Jahrhunderts existierte etwa der Glaube, dass die Welt auf dem Rücken eines großen krokodilähnlichen Reptils in einem Seerosenteich ruht. Auch der Gott Ah ouh puc war krokodilähnlich und wurde mit dem Rücken eines Krokodils dargestellt.
Die einzigen Hinweise auf einen Umgang der nordamerikanischen Indianer mit den Alligatoren zeigt eine Radierung von Theodore de Bryce Le Moin aus dem Jahre 1565, auf dem Indianer aus dem heutigen Florida Alligatoren mit langen Spießen jagen. Der Anthropologe William Holmes konnte im 19. Jahrhundert den Bezug der Chiriquí-Indianer Panamas zu den Krokodilen ihrer Heimat aufzeigen. Hierfür suchte er die Wurzeln von stilisierten Zeichnungen auf den Tongefäßen des Volkes und fand heraus, dass sie von gut erkennbaren Abbildern von Krokodilen stammen.

### Westliche Kultur und Neuzeit

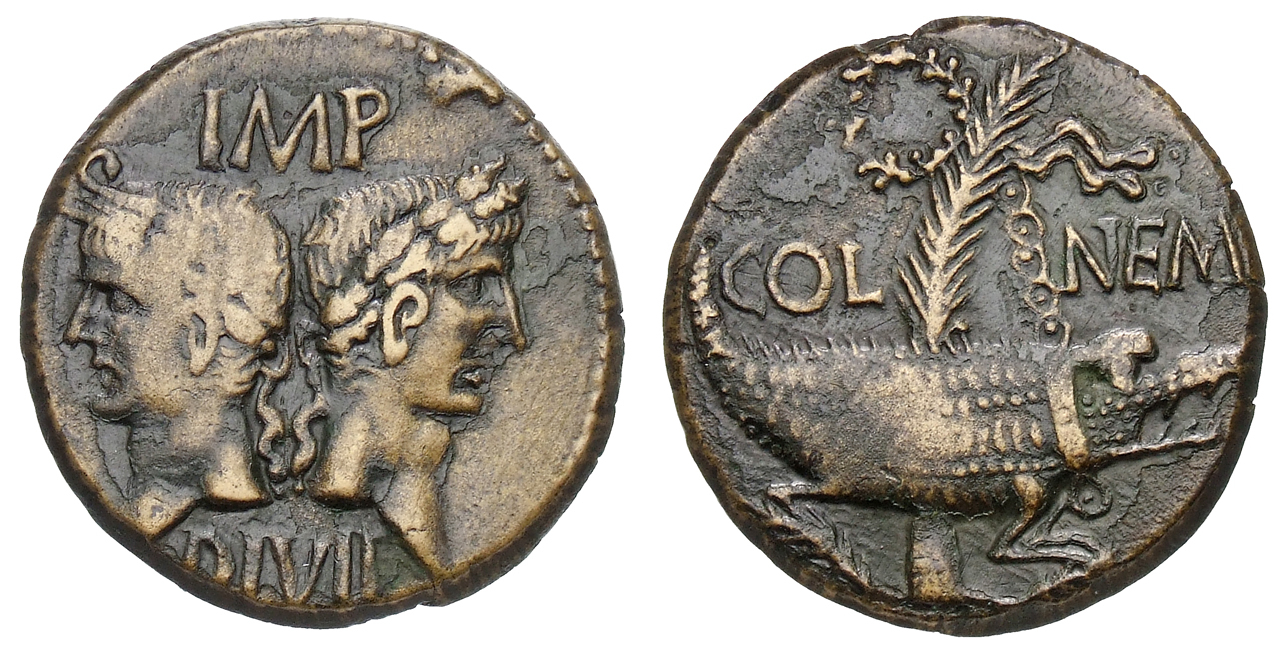
Darstellung eines Krokodils auf der Rückseite eines sogenannten „Nemausus-Asses“ aus der römischen Stadt Nemausus (heute Nîmes)

Im Jahre 58 v. Chr. wurden in Rom erstmals fünf Krokodile gezeigt. Augustus ließ 36 Krokodile im Circus Flaminius töten. Elagabal hielt sich ein Krokodil als Haustier. Die Griechen kannten und beschrieben Krokodile im Nil, deren Länge mit bis zu 8 bzw. 11 m angegeben wurde. Krokodile wurden mit Angeln, Netzen und Harpunen gejagt.
In der westlichen Kunst und Literatur waren Krokodile sehr lange fast unbekannt, so fehlten sie auch in den Dschungelbeschreibungen von Henri Rousseau. Man findet Erwähnungen von Krokodilen etwa im Werk Antonius und Kleopatra von William Shakespeare, und der gleichzeitig lebende Edmund Spenser griff in seinem Gedicht Die Elfenkönigin den antiken Begriff der Krokodilstränen auf.

„Doth meet a cruell craftie Crocodile, Which in false griefe hyding his harmefull guile, Doth weepe full sore, and sheddeth tender teares“

„ein brutales, listig Krokodil birgt in falscher Trauer seine schädliche Tücke, weint voller Not und sondert zärtliche Zähren.“

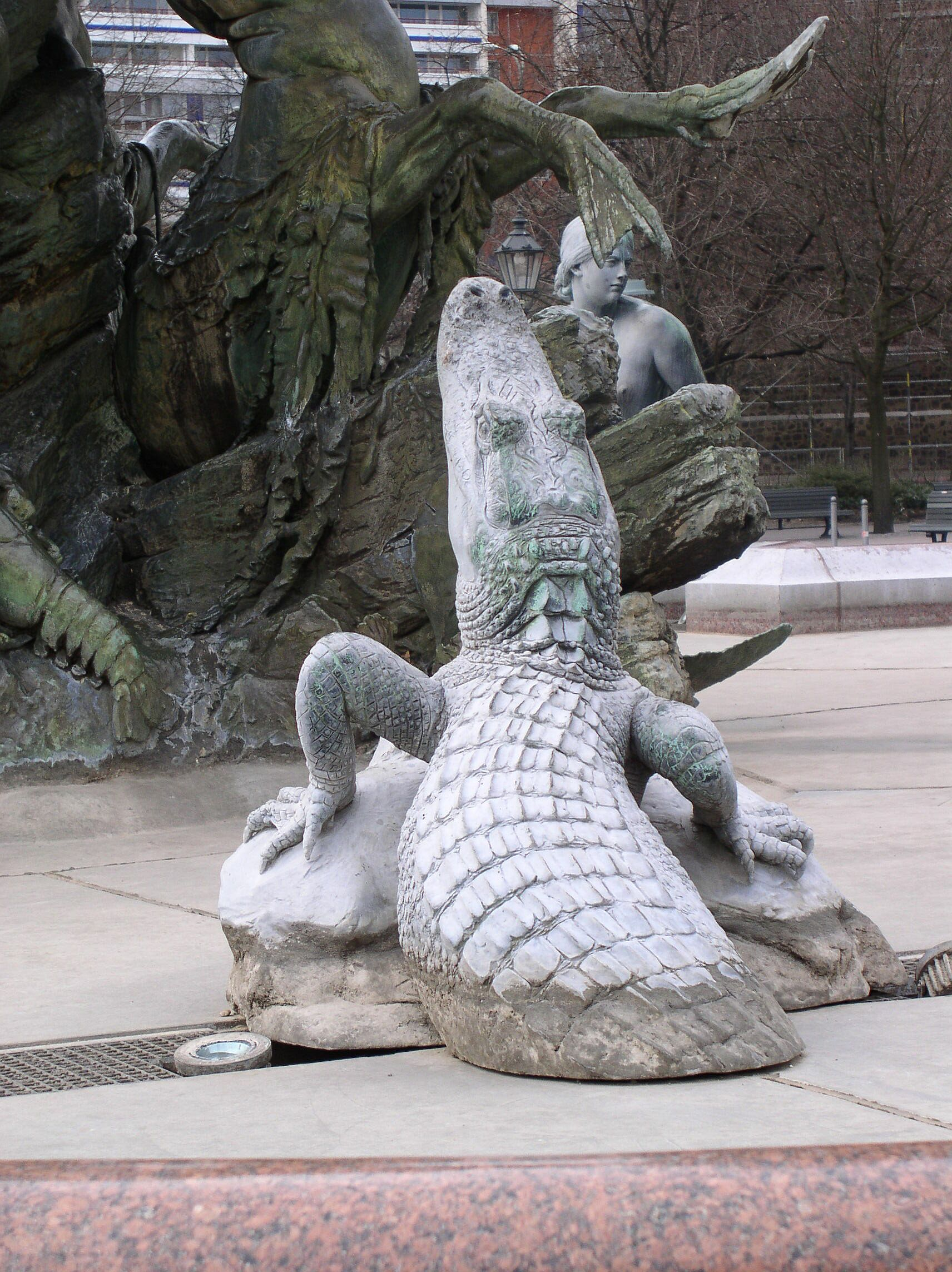
Krokodilskulptur am Berliner Neptunbrunnen

Aufgegriffen wurde der Begriff später von Robert Burton und Francis Bacon, die es auf die Tücke und Kriegslist des Menschen übertrugen, der vor dem Rückschlag im Krieg weint. Das Krokodil selbst wurde zu dieser Zeit zu einem Symbol für Brutalität, Tücke und Gerissenheit. Auch der Roman Peter Pan, in dem James M. Barrie das Krokodil mit dem verschluckten Wecker nutzte, um den noch böseren Captain Hook zu töten, änderte daran nichts. In den Darstellungen der Tiere sieht man sie beinahe immer mit Menschen kämpfen. Um 1830 stellte der französische Bildhauer Antoine-Louis Barye Krokodile dar, die mit anderen Tieren kämpften. Im Kaspertheater ist das Krokodil eine feste Figur, die für Gier, unverstellten Trieb und Gefahr steht.
Der Symbolcharakter steigerte sich durch die neuen Medien Film und Fernsehen im 20. Jahrhundert, in denen Krokodile unter anderem neben Haien zu brutalen und berechnenden Monstern wurden, wie etwa in der Verfilmung des 1977 erschienenen Buches „Alligator“ von Shelley Katz oder dem Film Der Horror-Alligator. Krokodile werden auch in den australischen Horrorfilmen Rogue und Black Water thematisiert.
Das heutige Bild ist geprägt von diesen Darstellungen sowie kursierenden Geschichten, nach denen Krokodile in den Abwassersystemen größerer Städte leben (siehe Krokodil im Kanal). Daneben existiert auch eine weitere, häufig verniedlichende Sichtweise auf die Tiere, die in der Verwendung derselben als Markenzeichen (etwa bei der Bekleidungsfirma Lacoste) und Konsumprodukten (etwa Schnappi, das kleine Krokodil) sowie als Maskottchen einer Fußballmannschaft deutlich wird.
Krokodile wurden zum Zootier des Jahres 2021 gewählt.
Die Crocodile Trophy ist ein seit 1995 nahezu jährlich stattfindendes Mountainbikerennen über acht Tagesetappen in Cairns, Australien.

## Wirtschaftliche Nutzung

### Allgemeines

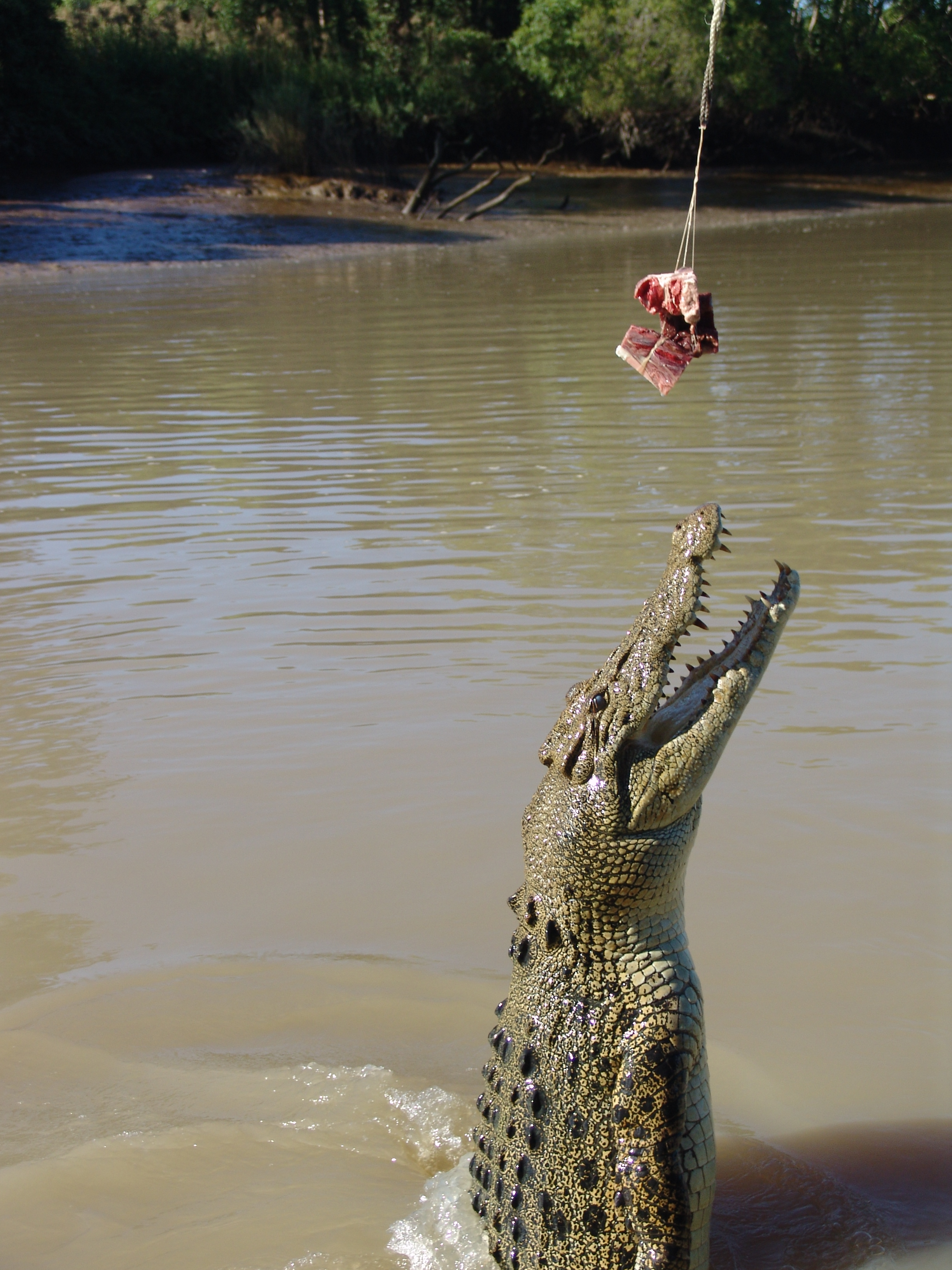
60 km südöstlich der australischen Stadt Darwin sind Leistenkrokodile als Jumping crocodiles im Adelaide River eine Touristenattraktion

Die menschliche Nutzung von Krokodilen ist bereits aus relativ frühen Zivilisationen überliefert, die in Gegenden ent- und bestanden, in denen Krokodile natürlich vorkamen. Krokodile wurden dort vor allem wegen ihres Fleisches gejagt. In Südostasien und China nutzte man außerdem die Innereien, die Hautknochen der Rückenschilde und andere Teile für medizinische Zwecke (siehe Traditionelle Chinesische Medizin). Auch die pulverisierten Zähne und Klauen gab man Tränken hinzu, die vor allem in Indonesien als Zaubertränke dienten. Schädel und Zahnketten wurden als Zierelemente oder als religiöse Symbole genutzt. Krokodilfleisch wird weiterhin in verschiedenen Ländern verzehrt.
Erst in den letzten Jahrhunderten wurden Krokodile ihrer Häute und ihres Fleisches wegen in großem Umfang mit Schusswaffen bejagt. Die ersten Erwähnungen der Nutzung von Krokodilhäuten stammen vom Ende des 18. Jahrhunderts. Nach den Überlieferungen von John James Audubon konnte man die Häute des Mississippi-Alligators zur Herstellung von Stiefeln, Satteltaschen und Schuhen nutzen. Die Jagd hatte allerdings noch keinen kommerziellen Hintergrund, die Tiere wurden zu dieser Zeit als Schädlinge betrachtet und immer getötet, wenn man ihnen begegnete. Das änderte sich bis zum Amerikanischen Bürgerkrieg in den 1860er Jahren. Die Nachfrage nach Produkten aus Krokodilleder, insbesondere nach Schuhen, Gürteln und Taschen, stieg stark an. Aus dem Jahr 1888 liegen Zahlen einer einzelnen Jagdgruppe von zehn Jägern vor, die in einem Jahr über 5.000 Alligatoren getötet hatten, in einigen Teilen Floridas waren Tagesquoten von über 200 Tieren normal. Auch der Fang von Jungalligatoren und deren Verkauf, lebend oder präpariert, waren sehr lukrativ. Um etwa 1900 brachen die Bestände des Mississippi-Alligators zusammen, und man begann, in Mexiko und anderen Teilen Mittel- und Südamerikas Alternativen zu suchen. Diese fand man vor allem in den Spitzkrokodilen, während der Krokodilkaiman als minderwertig eingestuft wurde. Als um 1930 auch die anderen amerikanischen Arten seltener wurden, fand man Alternativen im Nilkrokodil in Afrika sowie in den asiatischen Arten.
Die Bestände des Mississippi-Alligators gingen indes weiter zurück. Betrug die Anzahl der umgesetzten Häute in Florida 1929 noch 190.000, so sank sie bis zum Jahr 1943 auf nur noch 6.800 Häute. 1944 wurde der Alligator während der Fortpflanzungszeit und bis zu einer Körpergröße von 1,20 Metern unter Schutz gestellt, damit sich die Bestände wieder erholen konnten. 1947 stieg durch diese Maßnahme das Handelsvolumen wieder auf 25.000 Häute.

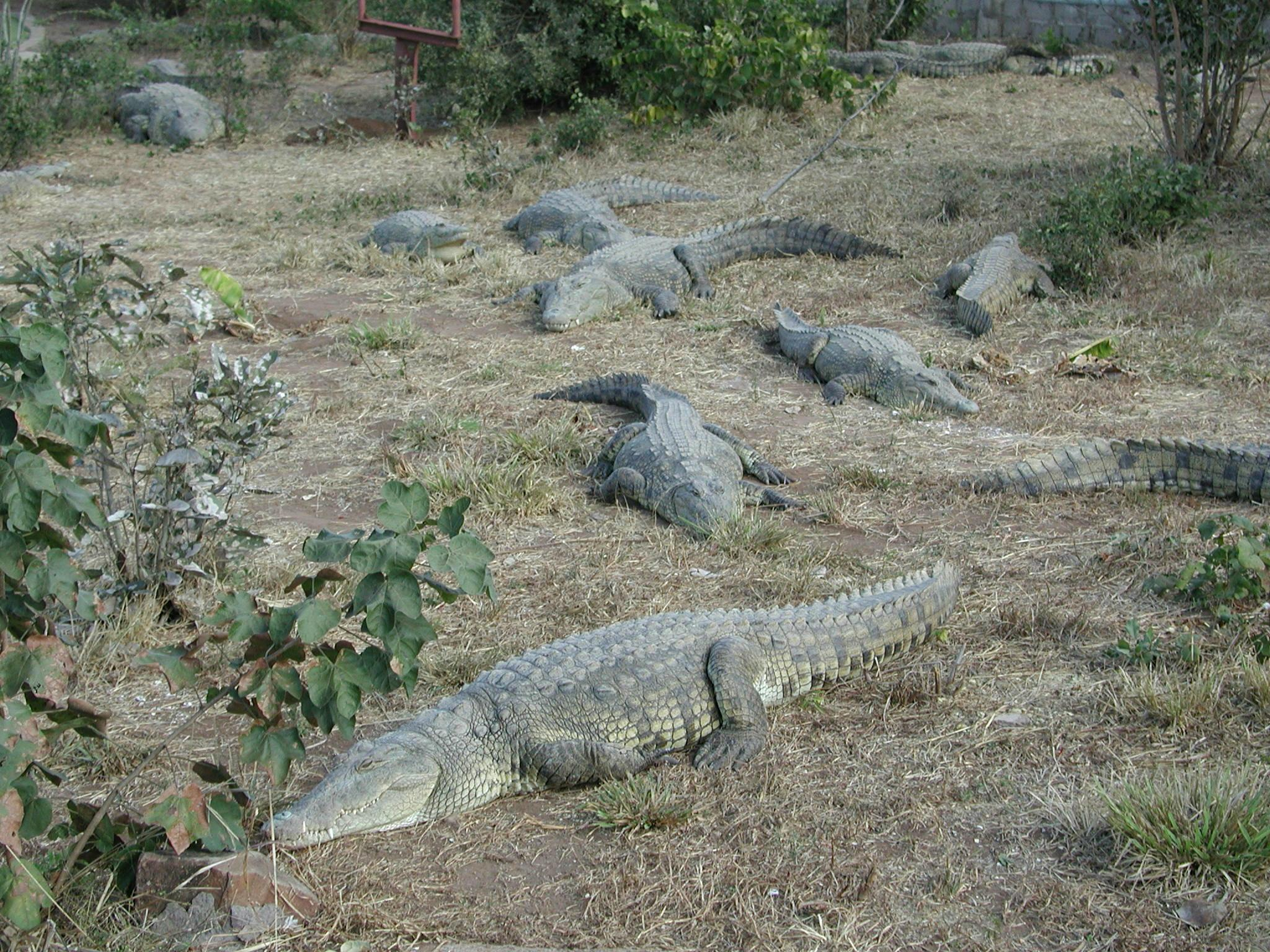
Nilkrokodile auf einer Krokodilfarm in Sambia

Neben dem Mississippi-Alligator war es vor allem das Nilkrokodil, das für die Lederindustrie bejagt wurde. Dabei sind die Zahlen der in Afrika erlegten Krokodile sehr lückenhaft. Die frühesten Berichte über Krokodiljagden in Afrika stammen aus der zweiten Hälfte des 19. Jahrhunderts. Dabei war die Jagd um 1850 lediglich auf wenige Tiere zur Fleisch- und Fettgewinnung beschränkt. Am 2. Juli 1869 erschien in einer lokalen Zeitung, dem „Natal Herald“, ein Artikel, in dem es hieß, dass Krokodilsleder für die Herstellung von Lederwaren heiß begehrt sei. Dieser Bericht veranlasste die ersten Jäger, ihren Lebensunterhalt mit dem Töten von Krokodilen zu verdienen. Um 1913 wurde der Anreiz noch erhöht, da in einigen Gebieten Afrikas Abschussquoten für die als Schädlinge betrachteten Tiere bezahlt wurden. Bis in die 1950er Jahre stiegen die Abschussquoten an, einzelne Jäger erlegten Hunderte der Tiere in jedem Jahr. Die Verkaufszahlen betrugen einige 100.000 Tiere, genaue Zahlen sind nicht bekannt. Erst um 1970 wurden die Nilkrokodile in den meisten afrikanischen Ländern unter Schutz gestellt.
Auch wenn die Mississippi-Alligatoren und die Nilkrokodile vom Raubbau durch die Jagd am meisten betroffen waren, betraf die Bejagung alle Krokodilarten der Welt. Dabei ging es nicht immer nur um die Haut, in Indien wurden die Gangesgaviale von den Einheimischen (trotz religiöser Verbote) vor allem als Fischfänger und von den Briten sportlich motiviert erlegt. In Asien, Südamerika und Ozeanien setzte die kommerzielle Jagd vor allem in den 1960er Jahren ein, wobei sich die kommerziellen Jäger häufig einheimische Jäger suchten, die ihnen bei der Suche und Jagd nach den Krokodilen halfen. Auf diese Weise wurden viele Arten beinahe vollständig ausgerottet, unter ihnen die endemischen Krokodile der Philippinen und der australischen Inselwelt sowie der Schwarze Kaiman in Südamerika. Seit auch diese Bestände zurückgingen, wurden alle Krokodile unter internationalen Schutz gestellt und der Handel mit Krokodilprodukten massiv eingeschränkt. Heute stammen die meisten Produkte aus Krokodilfarmen oder vom Krokodilkaiman, der eingeschränkt bejagt werden darf, jedoch „minderwertiges“ Leder liefert.

### Krokodilfarmen

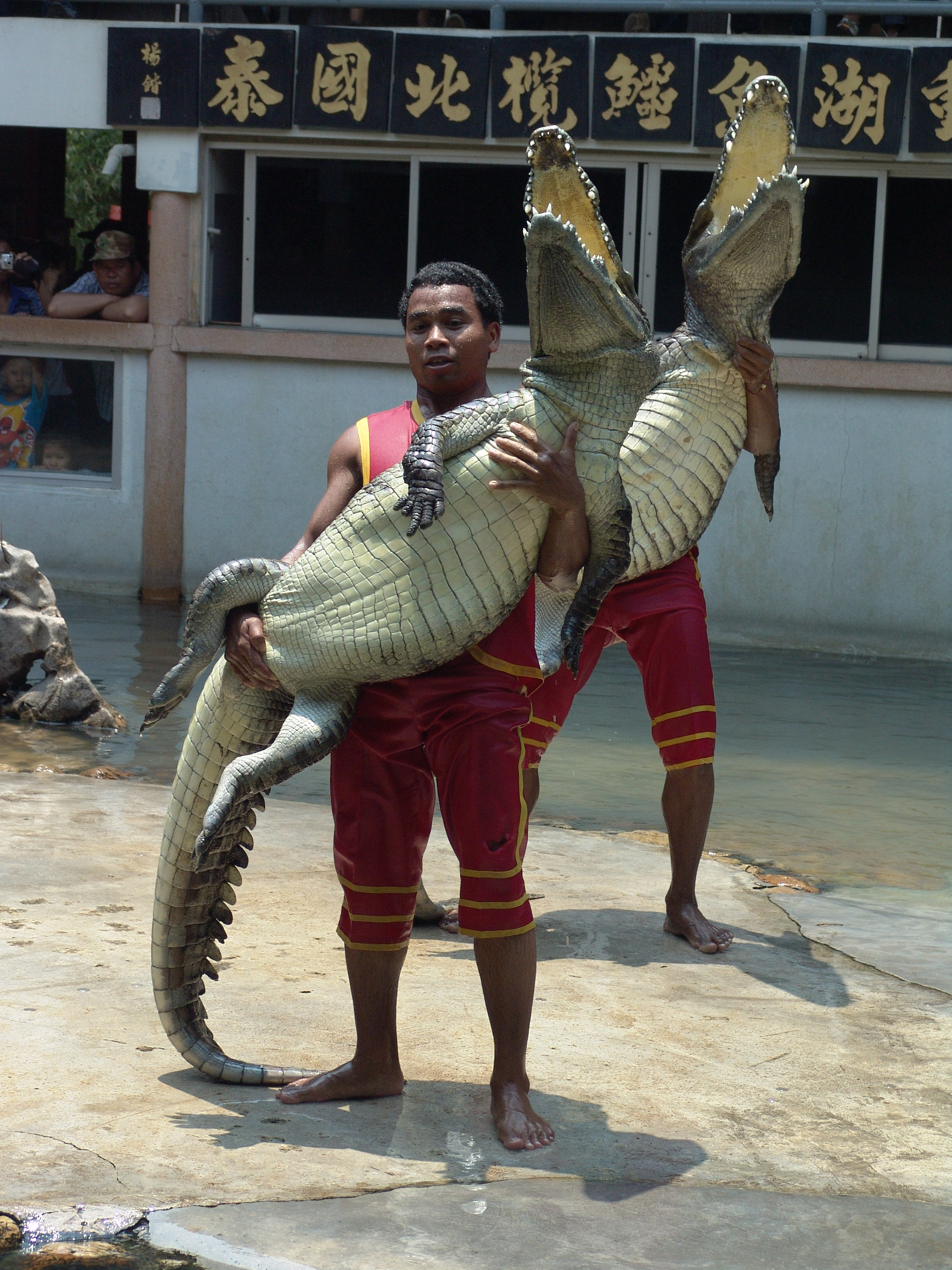
Krokodile in der Show einer thailändischen Krokodilfarm

Krokodilfarmen wurden vor allem auf Bestreben der Leder verarbeitenden Industrie eingerichtet, als die Bestände vieler kommerziell nutzbarer Krokodilarten zu schwinden drohten. Diese unterscheiden sich von reinen Schauanlagen dadurch, dass die Tiere dort nicht nur gehalten, sondern auch genutzt werden können. Heute gibt es für verschiedene Arten Zuchtanlagen, die neben der Nutzung vor allem der Arterhaltung und der Aufstockung der Wildbestände dienen. Die Haupteinnahmequellen für diese Farmen ist heute allerdings nicht mehr die Lederindustrie – hauptsächlich dienen die Farmen als touristische Attraktionen.
Vor allem in den südlichen USA hat sich neben den Krokodilfarmen die Krokodilranch etabliert, die Eier und Jungtiere aus der Wildnis entnimmt und kommerziell nutzt. Dies ist möglich, da sich der Bestand der Mississippi-Alligatoren weitgehend stabilisiert hat. Auf diese Weise können kommerzielle Krokodilranches sowohl das Leder als auch das Fleisch vermarkten, Gatorburger und Schmalz aus Alligatorenfett gehören dabei zu den Hauptprodukten. Krokodilfarmen und -ranches unterliegen ständigen Kontrollen und Handelseinschränkungen durch die Convention on International Trade in Endangered Species of the Wild Fauna and Flora (CITES). Um Krokodile kommerziell nutzen zu können, müssen die Betriebe immer nachweisen können, dass sie eine überlebensfähige Generation in der Zucht behalten.

### Gift aus Krokodilgalle
Die Galle von Krokodilen gilt in Subsahara-Afrika als sehr giftig und soll unter anderem zur Herstellung von Pfeilgift und mithilfe von „Hexen“ auch zum Töten von Menschen eingesetzt worden sein. Jedoch sind an einer starken Toxizität von Krokodilgalle, die sich vom Gallensaft anderer Wirbeltiere nicht wesentlich unterscheidet, bereits in der ersten Hälfte des 20. Jahrhunderts Zweifel angemeldet worden, und es wurde vermutet, dass sie bei der Herstellung von Pfeilgift wegen ihrer klebrigen Konsistenz lediglich als Trägersubstanz für das eigentliche Toxin diente, das z. B. aus Strophanthus gewonnen wurde. Tierversuche an Mäusen und Pavianen mit der Galle von Nilkrokodilen in Simbabwe bestätigten, dass zumindest der Gallensaft dieser Spezies nicht hochtoxisch ist.

## Terrarienhaltung

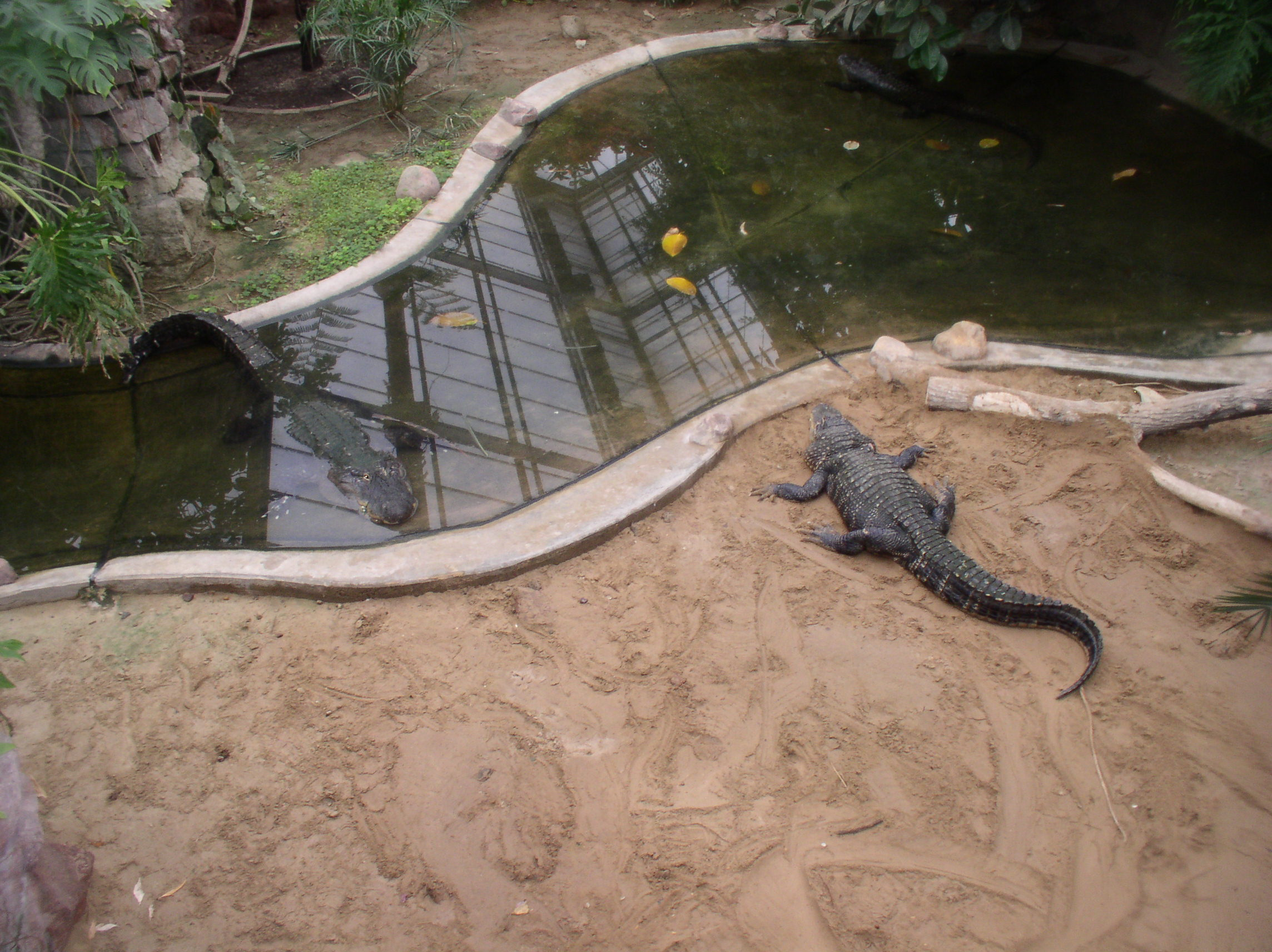
Mississippi-Alligatoren im Tierpark Berlin

Die Haltung von Krokodilen als Terrarientiere spielt nur eine sehr geringe Rolle, nimmt aber seit einigen Jahren zu. Dabei sind es vor allem die kleineren Arten, die als Heimtiere gehalten werden, darunter etwa das Stumpfkrokodil oder die kleineren Kaimanarten. Wie beim Handel mit Krokodilprodukten unterliegen auch die lebenden Krokodile strengen Handelseinschränkungen und dürfen nur mit vorhandenen Genehmigungspapieren der CITES weitergegeben werden. Hinzu kommen Haltungsvorschriften, die vor allem die Größe und Ausstattung des Terrariums betreffen, sowie regional Auflagen zur Haltung „gefährlicher Tiere“.
Die Haltung der Tiere gilt als nur für Terrarienexperten geeignet.

## Herkunft des Namens
Der Name „Krokodile“ geht auf das altgriechische Wort „κροκόδῑλος“ [krokódῑlos] zurück, dessen Ursprung vermutlich in „κροκό-δριλος“ [krokó-drilos], „Steinwurm“, zu finden ist, einer Verknüpfung von κρόκη [króke], gleich κροκάλη [krokále], „Strandkiesel“, mit δρῖλος [drílos], „Wurm“.